# Repte dels 100 cims/no essencials
Informació actualitzada per un bot. Els canvis manuals es perdran quan s'actualitzi!
| Imatge | Nom                            | Estat                  | Localització                                                                | Serra o massís                | Elevació s.n.m. en m | Prominència en m | Coordenades | Commons (més fotos)                                       | WD                            |
| ------ | ------------------------------ | ---------------------- | --------------------------------------------------------------------------- | ----------------------------- | -------------------- | ---------------- | --- | --------------------------------------------------------- | ----------------------------- |
|        | Alt de Juclar                  | Andorra                | Canillo                                                                     | Pirineus                      | 2588                 | 23               | 42° 36′ 42″ N, 1° 42′ 35″ E / 42.611704°N,1.709588°E                                                                      | Alt de Juclar                                             | Modifica les dades a Wikidata |
|        | Alt de la Capa                 | Andorra                | la Massana                                                                  | Pirineus                      | 2573                 |                  | 42° 33′ 47″ N, 1° 27′ 15″ E / 42.562973°N,1.454193°E                                                                      | Alt de la Capa                                            | Modifica les dades a Wikidata |
|        | Alt del Griu                   | Andorra                | Encamp                                                                      | Pirineus                      | 2874                 | 360              | 42° 31′ 32″ N, 1° 39′ 04″ E / 42.5254810178°N,1.6511339106°E                                                              | Alt del Griu                                              | Modifica les dades a Wikidata |
|        | Besiberri Nord                 | Espanya                | la Vall de Boí Vilaller Naut Aran                                           | massís del Besiberri          | 3008                 | 101              | 42° 36′ 19″ N, 0° 49′ 35″ E / 42.6052569802°N,0.826303718072°E                                                            | Besiberri Nord                                            | Modifica les dades a Wikidata |
|        | Besiberri Sud                  | Espanya                | la Vall de Boí Vilaller                                                     | massís del Besiberri          | 3023                 | 36               | 42° 35′ 38″ N, 0° 49′ 34″ E / 42.593789°N,0.825995°E                                                                      | Besiberri Sud                                             | Modifica les dades a Wikidata |
|        | Cadinell                       | Espanya                | Josa i Tuixén                                                               | serra del Cadí                | 2113                 | 321              | 42° 15′ 52″ N, 1° 35′ 52″ E / 42.2643934199°N,1.59782471728°E                                                             | Cadinell                                                  | Modifica les dades a Wikidata |
|        | Cap de Broate                  | Espanya                | Lladorre                                                                    | Pirineus                      | 2741                 | 157              | 42° 41′ 33″ N, 1° 21′ 52″ E / 42.692368°N,1.364376°E                                                                      | Cap de Broate                                             | Modifica les dades a Wikidata |
|        | Cap de Carreu                  | Espanya                | Abella de la Conca                                                          |                               | 1749                 | 57               | 42° 11′ 37″ N, 1° 07′ 25″ E / 42.19357°N,1.123586°E                                                                       | Cap de Carreu                                             | Modifica les dades a Wikidata |
|        | Cap de Gelada                  | Espanya                | la Vall de Boí Vilaller                                                     | Pirineus                      | 2449                 | 379              | 42° 31′ 18″ N, 0° 45′ 55″ E / 42.521551°N,0.765144°E                                                                      |                                                           | Modifica les dades a Wikidata |
|        | Cap de Pla Redon               | Espanya                | Cabó les Valls d'Aguilar                                                    |                               | 1846                 |                  | 42° 16′ 32″ N, 1° 16′ 01″ E / 42.275525°N,1.26702°E                                                                       |                                                           | Modifica les dades a Wikidata |
|        | Cap de la Boixassa             | Espanya                | Bagà Gisclareny                                                             | serra de Moixeró              | 1820                 | 98               | 42° 17′ 19″ N, 1° 47′ 55″ E / 42.288559°N,1.798617°E                                                                      | Cap de la Boixassa                                        | Modifica les dades a Wikidata |
|        | Cap del Ros                    | Espanya                | Viladecavalls Vacarisses                                                    |                               | 635                  |                  | 41° 34′ 35″ N, 1° 56′ 02″ E / 41.5763385712°N,1.93396849589°E                                                             | Turó del Ros                                              | Modifica les dades a Wikidata |
|        | Castell de Besora              | Espanya                | Santa Maria de Besora                                                       |                               | 1030                 |                  | 42° 07′ 26″ N, 2° 15′ 04″ E / 42.123941°N,2.251122°E                                                                      | Castell de Besora (cim)                                   | Modifica les dades a Wikidata |
|        | Castell de Bocs                | Espanya                | Rellinars                                                                   |                               | 662                  |                  | 41° 38′ 33″ N, 1° 56′ 31″ E / 41.642372°N,1.941816°E                                                                      | Castell de Bocs                                           | Modifica les dades a Wikidata |
|        | Castell de Voltregà            | Espanya                | les Masies de Voltregà                                                      |                               | 859                  |                  | 42° 00′ 37″ N, 2° 12′ 23″ E / 42.010248°N,2.206427°E                                                                      | Castell de Voltregà (cim)                                 | Modifica les dades a Wikidata |
|        | Catinell                       | Espanya                | Roquetes la Sénia                                                           | ports de Tortosa-Beseit       | 1350                 |                  | 40° 45′ 31″ N, 0° 17′ 23″ E / 40.75873°N,0.289653°E                                                                       |                                                           | Modifica les dades a Wikidata |
|        | Cingles de Sant Roc            | Espanya                | Sant Aniol de Finestres Sant Martí de Llémena Amer                          | Serralada Transversal         | 598                  |                  | 42° 01′ 03″ N, 2° 39′ 43″ E / 42.0174863364°N,2.66189985111°E                                                             | Sant Roc (Sant Martí de Llèmena)                          | Modifica les dades a Wikidata |
|        | Clapí Vell                     | Espanya                | Torrelles de Foix                                                           |                               | 703                  |                  | 41° 23′ 17″ N, 1° 32′ 33″ E / 41.388047°N,1.542632°E                                                                      | Clapí Vell                                                | Modifica les dades a Wikidata |
|        | Cogulló de Cal Torre           | Espanya                | Castellfollit del Boix Rajadell                                             |                               | 881                  |                  | 41° 41′ 15″ N, 1° 41′ 11″ E / 41.6874716091°N,1.68642459544°E                                                             | Cogulló de Cal Torre                                      | Modifica les dades a Wikidata |
|        | Coll de Pins                   | Espanya                | Rasquera                                                                    | serra de Cardó                | 500                  |                  | 40° 59′ 15″ N, 0° 35′ 37″ E / 40.9874138161°N,0.593574351565°E                                                            | Coll de Pins                                              | Modifica les dades a Wikidata |
|        | Còdol del Castellar            | Espanya                | Granera                                                                     | serra de Granera              | 832                  |                  | 41° 44′ 27″ N, 2° 03′ 34″ E / 41.740942°N,2.059581°E                                                                      | Còdol del Castellar                                       | Modifica les dades a Wikidata |
|        | Gallinova                      | Espanya                | Conca de Dalt Abella de la Conca                                            | Prepirineus                   | 1687                 | 113              | 42° 11′ 05″ N, 1° 04′ 41″ E / 42.1847230594°N,1.07808782096°E                                                             | Gallinova                                                 | Modifica les dades a Wikidata |
|        | Gra de Fajol                   | Espanya                | Setcases Queralbs                                                           | Pirineus                      | 2714                 | 183              | 42° 24′ 56″ N, 2° 14′ 52″ E / 42.41548°N,2.247755°E                                                                       | Gra de Fajol                                              | Modifica les dades a Wikidata |
|        | Gran Encantat                  | Espanya                | Espot                                                                       | Pirineus                      | 2749                 | 165              | 42° 34′ 06″ N, 1° 00′ 53″ E / 42.5684086401°N,1.01483782051°E                                                             | Gran Encantat                                             | Modifica les dades a Wikidata |
|        | Gran Pic del Pessó             | Espanya                | la Vall de Boí la Torre de Cabdella                                         | Pirineus                      | 2894                 | 317              | 42° 30′ 34″ N, 0° 55′ 27″ E / 42.5094903448°N,0.924102242387°E                                                            | Gran Pic del Pessó                                        | Modifica les dades a Wikidata |
|        | Grony de Miralles              | Espanya                | Santa Maria de Miralles                                                     | Serra de Miralles             | 866                  |                  | 41° 31′ 00″ N, 1° 29′ 32″ E / 41.5167025621°N,1.49218341096°E                                                             | Grony de Miralles                                         | Modifica les dades a Wikidata |
|        | Malh de Bolard                 | Espanya França         | Naut Aran Santenh                                                           | Pirineus                      | 2753                 |                  | 42° 48′ 21″ N, 0° 57′ 38″ E / 42.805808°N,0.96045°E                                                                       |                                                           | Modifica les dades a Wikidata |
|        | Malh dera Artiga               | Espanya                | Vielha e Mijaran Benasc                                                     | Pirineus                      | 2710                 | 267              | 42° 39′ 31″ N, 0° 41′ 44″ E / 42.658615°N,0.695561°E                                                                      | Malh dera Artiga                                          | Modifica les dades a Wikidata |
|        | Malh des Pois                  | Espanya                | Vielha e Mijaran                                                            | Pirineus                      | 2883                 | 82               | 42° 38′ 36″ N, 0° 42′ 20″ E / 42.6432185354°N,0.705628888897°E                                                            | Malh des Pois                                             | Modifica les dades a Wikidata |
|        | Miranda de Llaberia            | Espanya                | Colldejou Tivissa                                                           | serra de Llaberia             | 919                  | 289              | 41° 05′ 33″ N, 0° 51′ 45″ E / 41.092629°N,0.862623°E                                                                      | Miranda de Llaberia                                       | Modifica les dades a Wikidata |
|        | Miranda de Santa Magdalena     | Espanya                | Collbató                                                                    | Montserrat                    | 1132                 |                  | 41° 35′ 18″ N, 1° 49′ 35″ E / 41.5884059331°N,1.82647684649°E                                                             |                                                           | Modifica les dades a Wikidata |
|        | Miranda del Príncep            | Espanya                | el Bruc                                                                     | Montserrat                    | 993                  |                  | 41° 36′ 18″ N, 1° 47′ 34″ E / 41.604897°N,1.792784°E                                                                      |                                                           | Modifica les dades a Wikidata |
|        | Miranda dels Ecos              | Espanya                | el Bruc                                                                     | Montserrat                    | 1223                 |                  | 41° 36′ 16″ N, 1° 48′ 22″ E / 41.604409941°N,1.8062062446°E                                                               | Miranda dels Ecos                                         | Modifica les dades a Wikidata |
|        | Mola Castellona                | Espanya                | Roquetes                                                                    | ports de Tortosa-Beseit       | 1034                 |                  | 40° 47′ 59″ N, 0° 22′ 11″ E / 40.799761°N,0.369778°E                                                                      |                                                           | Modifica les dades a Wikidata |
|        | Mola d'Irto                    | Espanya                | Gandesa                                                                     | serra de Cavalls              | 538                  |                  | 41° 02′ 30″ N, 0° 28′ 29″ E / 41.041788°N,0.4748°E                                                                        |                                                           | Modifica les dades a Wikidata |
|        | Mola de Lord                   | Espanya                | Sant Llorenç de Morunys                                                     | Prepirineus catalans          | 1189                 | 115              | 42° 07′ 00″ N, 1° 34′ 55″ E / 42.116674°N,1.581828°E                                                                      | Mola de Lord                                              | Modifica les dades a Wikidata |
|        | Moleta de les Canals           | Espanya                | Paüls Horta de Sant Joan                                                    | ports de Tortosa-Beseit       | 1070                 |                  | 40° 54′ 33″ N, 0° 21′ 46″ E / 40.909033°N,0.362741°E                                                                      | Moleta de les Canals                                      | Modifica les dades a Wikidata |
|        | Mont Ner                       | França                 | Millars Cornellà de la Ribera Montner                                       | Pirineus                      | 507                  |                  | 42° 43′ 37″ N, 2° 42′ 01″ E / 42.7269198717°N,2.70022626173°E                                                             | Força Réal                                                | Modifica les dades a Wikidata |
|        | Mont-roig                      | Espanya                | Camarasa les Avellanes i Santa Linya                                        | serra de Mont-roig            | 715                  | 34               | 41° 54′ 11″ N, 0° 52′ 43″ E / 41.902987°N,0.87865°E                                                                       | Mont-roig (Camarasa)                                      | Modifica les dades a Wikidata |
|        | Montagut                       | Espanya                | Querol                                                                      |                               | 963                  |                  | 41° 24′ 25″ N, 1° 25′ 20″ E / 41.4068776962°N,1.42226158803°E                                                             | Montagut (Querol)                                         | Modifica les dades a Wikidata |
|        | Montalt                        | Espanya                | Tivissa                                                                     | serra del Montalt             | 766                  |                  | 41° 04′ 06″ N, 0° 48′ 12″ E / 41.0683345646°N,0.803218722587°E                                                            | Montalt (Tivissa)                                         | Modifica les dades a Wikidata |
|        | Montanha d'Uishèra             | Espanya                | Vilamòs Arres                                                               | Pirineus                      | 2339                 | 220              | 42° 45′ 56″ N, 0° 43′ 58″ E / 42.765611°N,0.732791°E                                                                      | Montanha d'Uishèra                                        | Modifica les dades a Wikidata |
|        | Montarenyo de Boldís           | Espanya                | Lladorre Alins                                                              | Pirineus                      | 2593                 | 140              | 42° 38′ 17″ N, 1° 18′ 27″ E / 42.637993°N,1.307491°E                                                                      |                                                           | Modifica les dades a Wikidata |
|        | Montaspre                      | Espanya                | Tortosa                                                                     | serra de Cardó                | 528                  |                  | 40° 52′ 32″ N, 0° 34′ 15″ E / 40.87558°N,0.570928°E                                                                       | Montaspre (Tortosa)                                       | Modifica les dades a Wikidata |
|        | Montau                         | Espanya                | Olesa de Bonesvalls Begues                                                  | massís de Garraf              | 658                  |                  | 41° 20′ 45″ N, 1° 53′ 06″ E / 41.3458636248°N,1.88500083001°E                                                             | Montau                                                    | Modifica les dades a Wikidata |
|        | Montbarbat                     | Espanya                | Tordera Lloret de Mar Maçanet de la Selva                                   | serra de Marina               | 328                  |                  | 41° 44′ 08″ N, 2° 46′ 36″ E / 41.7355101863°N,2.7766586707°E                                                              | Montbarbat                                                | Modifica les dades a Wikidata |
|        | Monteró                        | Espanya                | Camarasa                                                                    |                               | 574                  | 323              | 41° 51′ 46″ N, 0° 51′ 11″ E / 41.862861°N,0.852997°E                                                                      | Monteró                                                   | Modifica les dades a Wikidata |
|        | Montigalar                     | Espanya                | Quart                                                                       |                               | 464                  |                  | 41° 57′ 47″ N, 2° 55′ 29″ E / 41.9630547913°N,2.92463692226°E                                                             |                                                           | Modifica les dades a Wikidata |
|        | Montllobar                     | Espanya                | Tremp                                                                       |                               | 1104                 | 20               | 42° 08′ 48″ N, 0° 47′ 52″ E / 42.1465952076°N,0.797767345034°E                                                            | Montllobar (Tremp)                                        | Modifica les dades a Wikidata |
|        | Montmagastre                   | Espanya                | Montmagastre                                                                | Prepirineus catalans          | 762                  |                  | 41° 58′ 36″ N, 1° 07′ 44″ E / 41.9765577307°N,1.12875357473°E                                                             | Montmagastre (muntanya)                                   | Modifica les dades a Wikidata |
|        | Montmajor                      | Espanya                | Montagut i Oix                                                              |                               | 1074                 | 438              | 42° 16′ 08″ N, 2° 28′ 59″ E / 42.2687834061°N,2.48304982626°E                                                             |                                                           | Modifica les dades a Wikidata |
|        | Montoliu de Perellós           | França                 | Òpol i Perellós Fulhan Embres e Castelmaur                                  | Corberes                      | 707                  |                  | 42° 55′ 07″ N, 2° 51′ 55″ E / 42.9185248623°N,2.86518569768°E                                                             | Montoliu de Perellós                                      | Modifica les dades a Wikidata |
|        | Montpalau                      | Espanya                | Pineda de Mar                                                               |                               | 264.9 264            |                  | 41° 38′ 32″ N, 2° 40′ 13″ E / 41.642219°N,2.670392°E                                                                      | Montpalau (Pineda de Mar)                                 | Modifica les dades a Wikidata |
|        | Montsaliente                   | Espanya                | Espot Alt Àneu                                                              | Pirineus                      | 2890                 | 137              | 42° 36′ 11″ N, 1° 00′ 31″ E / 42.603103°N,1.008688°E                                                                      | Montsaliente                                              | Modifica les dades a Wikidata |
|        | Montsianell                    | Espanya                | Amposta                                                                     |                               | 293                  | 185              | 40° 40′ 59″ N, 0° 33′ 20″ E / 40.6830235057°N,0.555600233824°E                                                            | Montsianell                                               | Modifica les dades a Wikidata |
|        | Morral de Cabrafeixet          | Espanya                | el Perelló                                                                  |                               | 753                  |                  | 40° 53′ 55″ N, 0° 37′ 31″ E / 40.898477°N,0.625154°E                                                                      | Morral de Cabrafeixet                                     | Modifica les dades a Wikidata |
|        | Munt de Montsonís              | Espanya                | Foradada                                                                    |                               | 591                  |                  | 41° 53′ 09″ N, 1° 00′ 51″ E / 41.885768°N,1.014055°E                                                                      |                                                           | Modifica les dades a Wikidata |
|        | Pedracastell                   | Espanya                | Sant Iscle de Vallalta Canet de Mar                                         |                               | 287                  |                  | 41° 36′ 32″ N, 2° 34′ 25″ E / 41.6088812679°N,2.57368270577°E                                                             | Pedracastell                                              | Modifica les dades a Wikidata |
|        | Pedró de Tubau                 | Espanya                | Sant Jaume de Frontanyà Gombrèn                                             | Prepirineus catalans          | 1543                 | 369              | 42° 13′ 13″ N, 2° 02′ 58″ E / 42.2201958619°N,2.04956708035°E                                                             | Pedró de Tubau                                            | Modifica les dades a Wikidata |
|        | Pedró dels Quatre Batlles      | Espanya                | la Coma i la Pedra Fígols i Alinyà la Vansa i Fórnols Odèn                  | Port del Comte                | 2387                 | 758              | 42° 11′ 05″ N, 1° 31′ 15″ E / 42.1847955583°N,1.5209102343°E                                                              | Pedró dels Quatre Batlles                                 | Modifica les dades a Wikidata |
|        | Penya Aguda                    | Espanya                | Cabó Coll de Nargó                                                          | serra de Mansull              | 1523                 |                  | 42° 12′ 52″ N, 1° 16′ 02″ E / 42.214531°N,1.267256°E                                                                      |                                                           | Modifica les dades a Wikidata |
|        | Pic Alt del Cubil              | Andorra                | Encamp                                                                      | Pirineus                      | 2833                 |                  | 42° 31′ 40″ N, 1° 40′ 13″ E / 42.527781°N,1.670181°E                                                                      | Pic Alt del Cubil                                         | Modifica les dades a Wikidata |
|        | Pic Gallinàs                   | França                 | Fontpedrosa Toès i Entrevalls                                               |                               | 2624                 |                  | 42° 28′ 40″ N, 2° 12′ 55″ E / 42.4777793254°N,2.2153093651°E                                                              | Pic Gallinàs (Fontpedrosa)                                | Modifica les dades a Wikidata |
|        | Pic Roi                        | Espanya                | la Vall de Boí                                                              | Pirineus                      | 2585                 | 75               | 42° 33′ 55″ N, 0° 47′ 53″ E / 42.565195°N,0.798188°E                                                                      | Pic Roi                                                   | Modifica les dades a Wikidata |
|        | Pic Tort                       | Espanya                | la Torre de Cabdella                                                        | Pirineus                      | 2886                 | 87               | 42° 32′ 01″ N, 0° 59′ 20″ E / 42.533747°N,0.988832°E                                                                      | Pic Tort                                                  | Modifica les dades a Wikidata |
|        | Pic d'Escobes                  | Andorra França         | Canillo L'Ospitalet                                                         | Pirineus                      | 2780                 |                  | 42° 36′ 33″ N, 1° 44′ 08″ E / 42.6091788805°N,1.73563223829°E                                                             | Pic d'Escobes                                             | Modifica les dades a Wikidata |
|        | Pic de Baborte                 | Espanya                | Alins Lladorre                                                              | Pirineus                      | 2934                 | 222              | 42° 39′ 27″ N, 1° 22′ 01″ E / 42.657463°N,1.367073°E                                                                      | Pic de Baborte                                            | Modifica les dades a Wikidata |
|        | Pic de Baixollada              | França                 | Capcir                                                                      | massís del Carlit             | 2546                 | 267              | 42° 39′ 40″ N, 2° 00′ 08″ E / 42.6611074097°N,2.00222336016°E                                                             | Pic de Baixollada                                         | Modifica les dades a Wikidata |
|        | Pic de Cabanyó                 | Andorra França         | Ordino Ausat                                                                | Pirineus                      | 2732                 |                  | 42° 37′ 51″ N, 1° 28′ 05″ E / 42.630904°N,1.468022°E                                                                      | Pic de Cabanyó                                            | Modifica les dades a Wikidata |
|        | Pic de Calm Colomer            | França Espanya         | Porta Lles de Cerdanya Meranges                                             | Pirineus                      | 2869                 | 229              | 42° 29′ 33″ N, 1° 43′ 48″ E / 42.492381°N,1.730058°E                                                                      | Pic de Calm Colomer                                       | Modifica les dades a Wikidata |
|        | Pic de Canalbona               | Espanya França         | Alins Ausat                                                                 | massís del Montcalm           | 2965                 | 50               | 42° 39′ 24″ N, 1° 24′ 21″ E / 42.656583°N,1.405891°E                                                                      | Pic de Canalbona                                          | Modifica les dades a Wikidata |
|        | Pic de Cataperdís              | Andorra França         | Ordino Ausat                                                                | Pirineus                      | 2805                 | 82               | 42° 36′ 53″ N, 1° 28′ 39″ E / 42.6148182182°N,1.4774275311°E                                                              | Pic de Cataperdís                                         | Modifica les dades a Wikidata |
|        | Pic de Clavera                 | Espanya França         | Alt Àneu Eras Bòrdas de Les Eras Bòrdas e Shoantenh                         | Pirineus                      | 2721                 | 144              | 42° 47′ 16″ N, 1° 04′ 36″ E / 42.7877860028°N,1.07672157012°E                                                             | Pic de Clavera                                            | Modifica les dades a Wikidata |
|        | Pic de Colatx                  | Espanya França         | Lladorre Uston                                                              | Pirineus                      | 2570                 | 154              | 42° 43′ 28″ N, 1° 19′ 31″ E / 42.724307°N,1.325358°E                                                                      | Pic de Colatx                                             | Modifica les dades a Wikidata |
|        | Pic de Coma Mitjana            | França                 | Fontpedrosa                                                                 | Pirineus                      | 2732                 |                  | 42° 26′ 30″ N, 2° 12′ 35″ E / 42.441761°N,2.209608°E                                                                      |                                                           | Modifica les dades a Wikidata |
|        | Pic de Contraix                | Espanya                | la Vall de Boí                                                              | Pirineus                      | 2958                 | 151              | 42° 35′ 07″ N, 0° 54′ 25″ E / 42.58524°N,0.906931°E                                                                       | Pic de Contraix                                           | Modifica les dades a Wikidata |
|        | Pic de Costa Cabirolera        | Espanya                | Montellà i Martinet Bagà Josa i Tuixén                                      | serra del Cadí                | 2604                 | 98               | 42° 16′ 53″ N, 1° 40′ 14″ E / 42.281459°N,1.670418°E                                                                      | Pic de Costa Cabirolera                                   | Modifica les dades a Wikidata |
|        | Pic de Flamisella              | Espanya                | Lladorre                                                                    | Pirineus                      | 2782                 | 93               | 42° 42′ 46″ N, 1° 15′ 41″ E / 42.712741°N,1.261402°E                                                                      | Pic de Flamisella                                         | Modifica les dades a Wikidata |
|        | Pic de Fontfreda               | França                 | Porta                                                                       | Pirineus                      | 2738                 |                  | 42° 32′ 11″ N, 1° 47′ 42″ E / 42.5363510575°N,1.7949934141°E                                                              | Pic de Font Freda                                         | Modifica les dades a Wikidata |
|        | Pic de Gallinassa              | França                 | Vallmanya Cortsaví                                                          | massís del Canigó             | 2461                 |                  | 42° 30′ 07″ N, 2° 30′ 26″ E / 42.502°N,2.507178°E                                                                         | Pic Gallinasse                                            | Modifica les dades a Wikidata |
|        | Pic de Gerri                   | Espanya                | Alins                                                                       | Pirineus                      | 2859                 | 252              | 42° 35′ 51″ N, 1° 23′ 39″ E / 42.597526°N,1.394249°E                                                                      | Pic de Gerri                                              | Modifica les dades a Wikidata |
|        | Pic de Llena                   | Espanya                | Sarroca de Bellera la Torre de Cabdella                                     | Pirineus                      | 2676 2686            | 285              | 42° 26′ 49″ N, 0° 55′ 04″ E / 42.446888°N,0.917915°E                                                                      | Pic de Llena                                              | Modifica les dades a Wikidata |
|        | Pic de Marimanya               | Espanya                | Naut Aran Alt Àneu                                                          | massís de Beret               | 2679 2679.2          | 170              | 42° 42′ 33″ N, 1° 00′ 44″ E / 42.709242624°N,1.01233231492°E                                                              | Tuc de Marimanha                                          | Modifica les dades a Wikidata |
|        | Pic de Mariola                 | Espanya                | Lladorre Coflens                                                            | Pirineus                      | 2663                 | 446              | 42° 43′ 12″ N, 1° 13′ 00″ E / 42.720051°N,1.216644°E                                                                      |                                                           | Modifica les dades a Wikidata |
|        | Pic de Medacorba               | Espanya Andorra França | Alins la Massana Ausat                                                      | Pirineus                      | 2915                 | 162              | 42° 36′ 13″ N, 1° 26′ 31″ E / 42.603724°N,1.441992°E                                                                      | Pic de Medacorba                                          | Modifica les dades a Wikidata |
|        | Pic de Montalt                 | Espanya França         | Alt Àneu Coflens                                                            | Pirineus                      | 2496                 | 410              | 42° 45′ 01″ N, 1° 07′ 58″ E / 42.750379°N,1.132836°E                                                                      |                                                           | Modifica les dades a Wikidata |
|        | Pic de Montmalús               | Andorra                | Encamp                                                                      | Pirineus                      | 2781                 |                  | 42° 30′ 32″ N, 1° 41′ 12″ E / 42.5089260625°N,1.68656940099°E                                                             | Montmalús                                                 | Modifica les dades a Wikidata |
|        | Pic de Màniga                  | Espanya                | Alins Farrera                                                               | Pirineus                      | 2517                 | 124              | 42° 30′ 21″ N, 1° 19′ 44″ E / 42.505735°N,1.328839°E                                                                      | Pic de Màniga                                             | Modifica les dades a Wikidata |
|        | Pic de Nariolo                 | Espanya                | la Vall de Boí la Torre de Cabdella                                         | Pirineus                      | 2857                 | 279              | 42° 31′ 51″ N, 0° 57′ 27″ E / 42.53073°N,0.957631°E                                                                       | Pic de Nariolo                                            | Modifica les dades a Wikidata |
|        | Pic de Noufonts                | Espanya França         | Queralbs Fontpedrosa                                                        | Pirineus                      | 2861                 | 210              | 42° 25′ 29″ N, 2° 10′ 04″ E / 42.4246523941°N,2.16788405017°E                                                             | Pic de Nou Fonts                                          | Modifica les dades a Wikidata |
|        | Pic de Pilàs                   | Espanya                | Alt Àneu la Guingueta d'Àneu                                                | Pirineus                      | 2656                 | 174              | 42° 40′ 58″ N, 1° 07′ 53″ E / 42.6828291223°N,1.13150733611°E                                                             | Pic de Pilàs                                              | Modifica les dades a Wikidata |
|        | Pic de Qüenca                  | Espanya                | Alt Àneu                                                                    | massís de Beret               | 2639                 | 210              | 42° 41′ 59″ N, 1° 03′ 15″ E / 42.699814°N,1.054304°E                                                                      | Pic de Qüenca                                             | Modifica les dades a Wikidata |
|        | Pic de Racó Gros               | França                 | Fontpedrosa                                                                 | Pirineus                      | 2782                 |                  | 42° 25′ 56″ N, 2° 11′ 14″ E / 42.4322202523°N,2.1871139362°E 42° 25′ 56″ N, 2° 11′ 14″ E / 42.432194°N,2.187297°E         | Pic de Racó Gros                                          | Modifica les dades a Wikidata |
|        | Pic de Saboredo                | Espanya                | Espot Alt Àneu                                                              | Pirineus                      | 2830                 | 70               | 42° 36′ 28″ N, 0° 58′ 52″ E / 42.607902°N,0.981018°E                                                                      | Pic de Saboredo                                           | Modifica les dades a Wikidata |
|        | Pic de Sallfor                 | Espanya França         | Espolla Argelers Banyuls de la Marenda                                      | serra de l'Albera             | 994                  |                  | 42° 28′ 24″ N, 3° 02′ 17″ E / 42.4734705922°N,3.03804096524°E                                                             |                                                           | Modifica les dades a Wikidata |
|        | Pic de Sanfonts                | Espanya Andorra        | Alins la Massana                                                            | Pirineus                      | 2889                 | 119              | 42° 35′ 15″ N, 1° 25′ 40″ E / 42.587471°N,1.427663°E                                                                      | Pic de Sanfonts                                           | Modifica les dades a Wikidata |
|        | Pic de Subenuix                | Espanya                | la Torre de Cabdella Espot                                                  | Pirineus                      | 2950                 | 232              | 42° 33′ 18″ N, 0° 58′ 46″ E / 42.5549470732°N,0.979380978448°E                                                            | Pic de Subenuix                                           | Modifica les dades a Wikidata |
|        | Pic de Tres Estelles           | França                 | Pi de Conflent Saorra Nyer Escaró                                           |                               | 2099                 |                  | 42° 30′ 32″ N, 2° 19′ 24″ E / 42.508771955°N,2.32321679045°E                                                              |                                                           | Modifica les dades a Wikidata |
|        | Pic de Ventolau                | Espanya                | la Guingueta d'Àneu Lladorre                                                | Pirineus                      | 2851                 | 245              | 42° 41′ 26″ N, 1° 11′ 26″ E / 42.690651°N,1.190422°E                                                                      | Pic de Ventolau                                           | Modifica les dades a Wikidata |
|        | Pic de l'Espada                | Espanya                | la Torre de Cabdella                                                        | Pirineus                      | 2549                 | 108              | 42° 29′ 57″ N, 0° 58′ 19″ E / 42.499185°N,0.971881°E                                                                      | Pic de l'Espada                                           | Modifica les dades a Wikidata |
|        | Pic de l'Estanyó               | Andorra                | Ordino Canillo                                                              | Pirineus                      | 2915                 | 518              | 42° 36′ 31″ N, 1° 35′ 33″ E / 42.608698°N,1.592584°E                                                                      | Pic de l'Estanyó                                          | Modifica les dades a Wikidata |
|        | Pic de l'Infern                | França                 | Fontpedrosa                                                                 | Pirineus                      | 2870                 | 164              | 42° 25′ 26″ N, 2° 12′ 49″ E / 42.4239313658°N,2.21373246579°E                                                             | Pic de l'Infern                                           | Modifica les dades a Wikidata |
|        | Pic de l'Àguila                | Espanya                | Garcia Ascó                                                                 |                               | 492                  |                  | 41° 08′ 24″ N, 0° 36′ 08″ E / 41.139903°N,0.602189°E                                                                      |                                                           | Modifica les dades a Wikidata |
|        | Pic de la Coma de Varilles     | Andorra França         | Canillo Aston                                                               | Pirineus                      | 2760                 |                  | 42° 37′ 09″ N, 1° 39′ 51″ E / 42.619163°N,1.664295°E                                                                      | Pic de la Coma de Varilles                                | Modifica les dades a Wikidata |
|        | Pic de la Font Blanca          | Andorra França         | Ordino Siguèr                                                               | Pirineus                      | 2903                 |                  | 42° 38′ 59″ N, 1° 32′ 04″ E / 42.6497189222°N,1.53440090753°E                                                             | Pic de Font Blanca                                        | Modifica les dades a Wikidata |
|        | Pic de la Mainera              | Espanya                | la Torre de Cabdella Sort Espot                                             | Pirineus                      | 2909                 | 241              | 42° 31′ 28″ N, 1° 01′ 38″ E / 42.52448°N,1.027159°E                                                                       | Pic de la Mainera                                         | Modifica les dades a Wikidata |
|        | Pic de la Pala Alta de Sarradé | Espanya                | la Vall de Boí                                                              | Pirineus                      | 2983                 | 165              | 42° 34′ 29″ N, 0° 53′ 27″ E / 42.5747132507°N,0.890942673958°E                                                            | Pic de la Pala Alta de Sarradé                            | Modifica les dades a Wikidata |
|        | Pic de la Plana                | Espanya                | Alt Àneu                                                                    | massís de Beret               | 2493                 | 171              | 42° 39′ 42″ N, 1° 02′ 12″ E / 42.661582°N,1.036675°E                                                                      |                                                           | Modifica les dades a Wikidata |
|        | Pic del Pla de l'Estany        | Andorra França         | la Massana Arieja                                                           | Pirineus                      | 2860                 | 157              | 42° 36′ 24″ N, 1° 27′ 51″ E / 42.606802°N,1.46403°E                                                                       | Pic del Pla de l'Estany                                   | Modifica les dades a Wikidata |
|        | Pic del Portarró               | Espanya                | Espot                                                                       | Pirineus                      | 2734                 | 141              | 42° 35′ 01″ N, 0° 58′ 13″ E / 42.583737°N,0.970147°E                                                                      | Pic del Portarró                                          | Modifica les dades a Wikidata |
|        | Pic dels Moros                 | França                 | Targasona Font-romeu, Odelló i Vià                                          | Pirineus                      | 2137                 |                  | 42° 30′ 47″ N, 1° 59′ 28″ E / 42.5131817626°N,1.99099502046°E                                                             |                                                           | Modifica les dades a Wikidata |
|        | Pic dels Pedrons               | França                 | Porta                                                                       | Pirineus                      | 2715                 |                  | 42° 31′ 53″ N, 1° 45′ 08″ E / 42.53151°N,1.752267°E                                                                       |                                                           | Modifica les dades a Wikidata |
|        | Pic dels Pessons               | Andorra                | Encamp                                                                      | Pirineus                      | 2862                 | 124              | 42° 30′ 29″ N, 1° 39′ 53″ E / 42.508121°N,1.664673°E                                                                      | Pic dels Pessons                                          | Modifica les dades a Wikidata |
|        | Pica Roja                      | Espanya França         | Alins Ausat                                                                 | Pirineus                      | 2903                 | 392              | 42° 37′ 30″ N, 1° 25′ 13″ E / 42.624996751°N,1.42041450706°E                                                              | Pica Roja                                                 | Modifica les dades a Wikidata |
|        | Pics de Bassiero               | Espanya                | Espot Alt Àneu                                                              | Pirineus                      | 2903                 | 362              | 42° 36′ 24″ N, 0° 59′ 43″ E / 42.6066752263°N,0.995373452004°E                                                            | Pics de Bassiero                                          | Modifica les dades a Wikidata |
|        | Piló de Bellmaig               | França                 | Arles els Banys i Palaldà                                                   |                               | 1281                 |                  | 42° 25′ 55″ N, 2° 39′ 03″ E / 42.432057°N,2.650714°E                                                                      | Piló de Bellmaig                                          | Modifica les dades a Wikidata |
|        | Pinós                          | Espanya                | Pinós                                                                       | Serra de Pinós                | 928                  |                  | 41° 50′ 01″ N, 1° 31′ 44″ E / 41.8335886088°N,1.52894123151°E                                                             | Pinós (cim)                                               | Modifica les dades a Wikidata |
|        | Pla de Llet                    | Espanya                | Lles de Cerdanya el Pont de Bar                                             | Pirineus                      | 2141                 | 108              | 42° 24′ 16″ N, 1° 37′ 59″ E / 42.4045530362°N,1.6329485067°E                                                              | Pla de Llet                                               | Modifica les dades a Wikidata |
|        | Pollegó Inferior               | Espanya                | Saldes                                                                      | Pedraforca                    | 2445                 | 150              | 42° 14′ 08″ N, 1° 42′ 25″ E / 42.23563°N,1.707024°E                                                                       | Pollegó Inferior del Pedraforca                           | Modifica les dades a Wikidata |
|        | Pui Tabaca                     | Espanya                | Esterri de Cardós Vall de Cardós                                            | Pirineus                      | 1718                 | 91               | 42° 35′ 19″ N, 1° 13′ 23″ E / 42.588479°N,1.223107°E                                                                      | Pui Tabaca                                                | Modifica les dades a Wikidata |
|        | Pui d'Urdosa                   | Espanya                | Llavorsí Farrera                                                            | Pirineus                      | 2226                 | 507              | 42° 28′ 16″ N, 1° 14′ 54″ E / 42.471185°N,1.248309°E                                                                      | Pui d'Urdosa                                              | Modifica les dades a Wikidata |
|        | Pui de Cassibrós               | Espanya                | Alins Vall de Cardós                                                        | Pirineus                      | 2085                 | 107              | 42° 33′ 39″ N, 1° 15′ 53″ E / 42.560695°N,1.264857°E                                                                      | Pui de Cassibrós                                          | Modifica les dades a Wikidata |
|        | Pui de Linya                   | Espanya                | Espot                                                                       | Pirineus                      | 2870                 | 111              | 42° 33′ 58″ N, 1° 02′ 36″ E / 42.565985°N,1.043251°E                                                                      | Pui de Linya                                              | Modifica les dades a Wikidata |
|        | Pui de la Bonaigua             | Espanya                | Alt Àneu                                                                    | Pirineus                      | 2778                 | 206              | 42° 37′ 38″ N, 1° 01′ 10″ E / 42.627196°N,1.019481°E                                                                      | Pui de la Bonaigua                                        | Modifica les dades a Wikidata |
|        | Puig Castellar                 | Espanya                | la Llacuna                                                                  | Serra d'Ancosa                | 943                  |                  | 41° 26′ 54″ N, 1° 30′ 59″ E / 41.4483303855°N,1.51647754872°E                                                             | Puig Castellar (la Llacuna)                               | Modifica les dades a Wikidata |
|        | Puig Cavaller                  | Espanya                | Gandesa                                                                     | serra de Pàndols              | 706                  |                  | 41° 01′ 40″ N, 0° 26′ 15″ E / 41.0277617786°N,0.437628283448°E                                                            | Puig Cavaller                                             | Modifica les dades a Wikidata |
|        | Puig Cendrós                   | Espanya                | Olesa de Montserrat                                                         |                               | 499                  |                  | 41° 34′ 32″ N, 1° 53′ 35″ E / 41.5756360735°N,1.89299280596°E                                                             | Puig Cendrós                                              | Modifica les dades a Wikidata |
|        | Puig Clarà                     | Espanya                | Porqueres                                                                   | Serralada Transversal         | 315                  |                  | 42° 07′ 58″ N, 2° 44′ 18″ E / 42.132836°N,2.738329°E                                                                      | Puig Clarà                                                | Modifica les dades a Wikidata |
|        | Puig Cornador                  | Espanya                | les Llosses                                                                 |                               | 1229                 |                  | 42° 08′ 23″ N, 2° 06′ 30″ E / 42.1397374015°N,2.10833614168°E                                                             | Puig Cornador (les Llosses)                               | Modifica les dades a Wikidata |
|        | Puig Estela                    | Espanya                | Ogassa Pardines                                                             |                               | 2013                 | 216              | 42° 17′ 03″ N, 2° 15′ 14″ E / 42.2843006575°N,2.2539920533°E                                                              | Puig Estela                                               | Modifica les dades a Wikidata |
|        | Puig Falcó                     | Espanya                | Albanyà Maçanet de Cabrenys                                                 | Pirineus                      | 1097                 | 108              | 42° 22′ 31″ N, 2° 40′ 02″ E / 42.37529°N,2.667094°E                                                                       | Puig Falcó                                                | Modifica les dades a Wikidata |
|        | Puig Francàs                   | Espanya                | el Montmell la Bisbal del Penedès                                           | Serralada Prelitoral Catalana | 551                  |                  | 41° 18′ 04″ N, 1° 27′ 32″ E / 41.301168°N,1.458887°E                                                                      | Puig Francàs                                              | Modifica les dades a Wikidata |
|        | Puig Gros                      | Espanya                | Sant Feliu de Guíxols                                                       | Massís de l'Ardenya           | 325                  |                  | 41° 46′ 30″ N, 2° 59′ 53″ E / 41.7750249885°N,2.99796651839°E                                                             |                                                           | Modifica les dades a Wikidata |
|        | Puig Madrona                   | Espanya                | el Papiol Sant Cugat del Vallès                                             | Collserola                    | 333                  |                  | 41° 27′ 05″ N, 2° 01′ 27″ E / 41.4512983754°N,2.02409766978°E                                                             | Puig Madrona                                              | Modifica les dades a Wikidata |
|        | Puig Marí                      | Espanya                | Maçanet de la Selva                                                         |                               | 233                  |                  | 41° 45′ 16″ N, 2° 43′ 49″ E / 41.754554°N,2.730416°E                                                                      | Turó de Puigmarí                                          | Modifica les dades a Wikidata |
|        | Puig Occidental de Coll Roig   | França                 | Dorres Portè                                                                | massís del Carlit             | 2833                 |                  | 42° 32′ 58″ N, 1° 55′ 00″ E / 42.549348°N,1.916784°E                                                                      | Puig Occidental de Coll Roig                              | Modifica les dades a Wikidata |
|        | Puig Pelat                     | Espanya                | Vilaplana                                                                   | serra de la Mussara           | 1076                 |                  | 41° 15′ 59″ N, 1° 03′ 16″ E / 41.2663110481°N,1.05450380794°E                                                             | Puig Pelat (Vilaplana)                                    | Modifica les dades a Wikidata |
|        | Puig Segalar                   | Espanya                | Viladamat Albons                                                            |                               | 175                  |                  | 42° 06′ 45″ N, 3° 03′ 00″ E / 42.11244°N,3.04993°E                                                                        |                                                           | Modifica les dades a Wikidata |
|        | Puig Sobirà                    | Espanya                | Odèn                                                                        | Port del Comte                | 1938                 | 202              | 42° 08′ 03″ N, 1° 29′ 52″ E / 42.1340410525°N,1.49765053388°E                                                             | Puig Sobirà                                               | Modifica les dades a Wikidata |
|        | Puig Vicenç                    | Espanya                | Cervelló Torrelles de Llobregat Vallirana                                   |                               | 468                  |                  | 41° 22′ 04″ N, 1° 57′ 15″ E / 41.367809°N,1.95404°E                                                                       | Puig Vicenç                                               | Modifica les dades a Wikidata |
|        | Puig d'Aguilera                | Espanya                | Òdena Castellolí                                                            |                               | 626                  |                  | 41° 36′ 17″ N, 1° 40′ 15″ E / 41.6047885186°N,1.67081069484°E                                                             | Puig d'Aguilera (Ódena)                                   | Modifica les dades a Wikidata |
|        | Puig d'Agulles                 | Espanya                | Cervelló Gelida Corbera de Llobregat                                        |                               | 653                  |                  | 41° 24′ 29″ N, 1° 53′ 06″ E / 41.4080777208°N,1.88497858406°E                                                             | Puig d'Agulles                                            | Modifica les dades a Wikidata |
|        | Puig d'Arques                  | Espanya                | Cruïlles, Monells i Sant Sadurní de l'Heura                                 | massís de les Gavarres        | 533                  | 410              | 41° 53′ 19″ N, 2° 59′ 39″ E / 41.8887283793°N,2.99429857701°E                                                             | Puig d'Arques                                             | Modifica les dades a Wikidata |
|        | Puig d'Esquers                 | Espanya                | Colera Llançà                                                               | serra de l'Albera             | 606                  |                  | 42° 23′ 34″ N, 3° 05′ 47″ E / 42.3926797402°N,3.09635933543°E                                                             | Puig d'Esquers                                            | Modifica les dades a Wikidata |
|        | Puig d'Olorda                  | Espanya                | Vallvidrera, el Tibidabo i les Planes Sant Feliu de Llobregat Molins de Rei |                               | 450                  | 129              | 41° 24′ 44″ N, 2° 03′ 18″ E / 41.4121939529°N,2.05499061251°E                                                             | Puig d'Olorda                                             | Modifica les dades a Wikidata |
|        | Puig d'en Cama                 | Espanya                | la Selva del Camp                                                           |                               | 717                  |                  | 41° 13′ 13″ N, 1° 05′ 39″ E / 41.2202617175°N,1.09406719048°E                                                             | Puig d'en Cama                                            | Modifica les dades a Wikidata |
|        | Puig d'en Jordà                | Espanya França         | Banyuls de la Marenda Rabós                                                 | Pirineus                      | 754                  | 405              | 42° 25′ 40″ N, 3° 04′ 55″ E / 42.427758°N,3.08205°E                                                                       | Puig d'en Jordà                                           | Modifica les dades a Wikidata |
|        | Puig de Bestracà               | Espanya                | Camprodon                                                                   | serra de Bestracà             | 1056                 | 324              | 42° 17′ 40″ N, 2° 30′ 56″ E / 42.2943132206°N,2.51542425463°E                                                             | Puig de Bestracà                                          | Modifica les dades a Wikidata |
|        | Puig de Cervera                | Espanya França         | Portbou Cervera de la Marenda                                               |                               | 207                  |                  | 42° 26′ 07″ N, 3° 10′ 15″ E / 42.435216°N,3.170752°E                                                                      | Puig de Cervera                                           | Modifica les dades a Wikidata |
|        | Puig de Coma d'Or              | França                 | Angostrina Vilanova de les Escaldes Merens                                  | massís del Carlit             | 2826                 |                  | 42° 35′ 01″ N, 1° 52′ 25″ E / 42.583556°N,1.873621°E                                                                      |                                                           | Modifica les dades a Wikidata |
|        | Puig de Cubell                 | Espanya                | la Vall d'en Bas Vidrà                                                      | Serralada Transversal         | 1488                 | 198              | 42° 08′ 16″ N, 2° 21′ 03″ E / 42.137669°N,2.350877°E                                                                      | Puig Cubell (la Vall d'en Bas)                            | Modifica les dades a Wikidata |
|        | Puig de Dòrria                 | França Espanya         | Vallcebollera Planoles Toses                                                | Pirineus                      | 2547                 | 14               | 42° 21′ 42″ N, 2° 05′ 05″ E / 42.361767°N,2.084664°E                                                                      | Puig de Dòrria                                            | Modifica les dades a Wikidata |
|        | Puig de Fontviva               | França                 | Angostrina i Vilanova de les Escaldes Portè                                 | massís del Carlit             | 2673                 |                  | 42° 34′ 09″ N, 1° 52′ 47″ E / 42.569143°N,1.879615°E                                                                      |                                                           | Modifica les dades a Wikidata |
|        | Puig de Gallicant              | Espanya                | Arbolí                                                                      |                               | 1010                 | 93               | 41° 14′ 58″ N, 0° 57′ 39″ E / 41.2495015167°N,0.960719737495°E                                                            | Puig de Gallicant                                         | Modifica les dades a Wikidata |
|        | Puig de Grialó                 | Espanya                | Artesa de Segre                                                             |                               | 667                  |                  | 41° 54′ 06″ N, 1° 06′ 32″ E / 41.9017488183°N,1.10878212966°E                                                             | Puig de Grialó                                            | Modifica les dades a Wikidata |
|        | Puig de Llívia                 | Espanya                | Llívia                                                                      |                               | 1358                 |                  | 42° 28′ 04″ N, 1° 59′ 09″ E / 42.467845°N,1.985909°E                                                                      | Puig de Llívia                                            | Modifica les dades a Wikidata |
|        | Puig de Millà                  | Espanya                | Àger                                                                        | serra de Millà                | 1025                 |                  | 42° 00′ 06″ N, 0° 40′ 20″ E / 42.001724505°N,0.672191437353°E                                                             | Puig de Millà                                             | Modifica les dades a Wikidata |
|        | Puig de Querroig               | Espanya França         | Portbou Banyuls de la Marenda Cervera de la Marenda                         | serra de l'Albera             | 672                  |                  | 42° 26′ 18″ N, 3° 07′ 15″ E / 42.4382628983°N,3.12092853859°E                                                             | Querroig                                                  | Modifica les dades a Wikidata |
|        | Puig de Sant Antoni            | Espanya                | Albinyana                                                                   |                               | 409                  |                  | 41° 14′ 37″ N, 1° 28′ 28″ E / 41.2437100625°N,1.47433479322°E                                                             | Puig de Sant Antoni                                       | Modifica les dades a Wikidata |
|        | Puig de Sant Cristau           | França                 | l'Albera Montesquiu d'Albera Pirineus Orientals                             | serra de l'Albera             | 1015                 |                  | 42° 29′ 31″ N, 2° 53′ 27″ E / 42.4920219845°N,2.89069878728°E                                                             | Puig de Sant Cristau                                      | Modifica les dades a Wikidata |
|        | Puig de l'Estela               | França                 | Cortsaví la Bastida Vallmanya                                               | massís del Canigó             | 1778                 |                  | 42° 30′ 53″ N, 2° 33′ 13″ E / 42.5146828414°N,2.55355631584°E                                                             | Puig de l'Estella                                         | Modifica les dades a Wikidata |
|        | Puig de l'Àliga                | Espanya                | Sant Pere de Torelló                                                        | serra de Curull               | 1344                 | 130              | 42° 06′ 32″ N, 2° 20′ 58″ E / 42.1090151344°N,2.34931774822°E                                                             | Puig de l'Àliga (Sant Pere de Torelló)                    | Modifica les dades a Wikidata |
|        | Puig de l'Àliga                | Espanya                | Roses                                                                       |                               | 463                  |                  | 42° 16′ 50″ N, 3° 12′ 18″ E / 42.280507°N,3.204968°E                                                                      |                                                           | Modifica les dades a Wikidata |
|        | Puig de la Collada Verda       | França                 | Pi de Conflent Prats de Molló i la Presta                                   | Pirineus                      | 2403                 |                  | 42° 27′ 17″ N, 2° 23′ 49″ E / 42.454611°N,2.396931°E                                                                      | Puig de la Collada Verda                                  | Modifica les dades a Wikidata |
|        | Puig de la Cometa              | França                 | Orlun Angostrina i Vilanova de les Escaldes                                 | massís del Carlit             | 2763                 |                  | 42° 37′ 02″ N, 1° 57′ 33″ E / 42.617214°N,1.959298°E                                                                      | Puig de la Cometa                                         | Modifica les dades a Wikidata |
|        | Puig de la Cova                | Espanya                | el Montmell                                                                 |                               | 672                  |                  | 41° 18′ 54″ N, 1° 28′ 30″ E / 41.3151038048°N,1.47510807421°E                                                             | Puig de la Cova                                           | Modifica les dades a Wikidata |
|        | Puig de la Força               | Espanya                | Vilanova de Sau Tavertet                                                    |                               | 740                  |                  | 41° 58′ 52″ N, 2° 23′ 20″ E / 41.9810070598°N,2.38898447593°E                                                             | Puig de la Força                                          | Modifica les dades a Wikidata |
|        | Puig de la Gavarra             | Espanya                | Albanyà Maçanet de Cabrenys                                                 | serra de Bac Grillera         | 1057                 | 297              | 42° 21′ 39″ N, 2° 41′ 49″ E / 42.3607261639°N,2.69684853147°E                                                             |                                                           | Modifica les dades a Wikidata |
|        | Puig de la Grava               | França                 | Orlun Angostrina i Vilanova de les Escaldes                                 | Pirineus massís del Carlit    | 2671                 |                  | 42° 36′ 17″ N, 1° 56′ 01″ E / 42.6048517182°N,1.93347627782°E                                                             |                                                           | Modifica les dades a Wikidata |
|        | Puig de la Mola                | Espanya                | Begues Olivella Avinyonet del Penedès Olesa de Bonesvalls                   | massís de Garraf              | 534                  |                  | 41° 19′ 10″ N, 1° 50′ 52″ E / 41.3193219621°N,1.84785320744°E                                                             | Puig de la Mola                                           | Modifica les dades a Wikidata |
|        | Puig de la Pelada              | França                 | Oleta i Èvol Censà                                                          |                               | 2370                 |                  | 42° 37′ 18″ N, 2° 11′ 41″ E / 42.621619°N,2.194762°E                                                                      |                                                           | Modifica les dades a Wikidata |
|        | Puig de les Agudes             | Espanya                | Vilallonga de Ter Setcases Llanars                                          |                               | 1976                 |                  | 42° 21′ 48″ N, 2° 19′ 07″ E / 42.3633808585°N,2.31874391776°E                                                             | Puig de les Agudes                                        | Modifica les dades a Wikidata |
|        | Puig de les Bruixes            | Espanya                | Montagut i Oix Albanyà                                                      | Pirineus                      | 1391                 | 68               | 42° 19′ 28″ N, 2° 33′ 20″ E / 42.3244930629°N,2.55549817266°E                                                             | Puig de les Bruixes (Garrotxa)                            | Modifica les dades a Wikidata |
|        | Puig de les Cadiretes          | Espanya                | Llagostera Tossa de Mar                                                     |                               | 519                  | 438              | 41° 45′ 26″ N, 2° 55′ 42″ E / 41.7573307749°N,2.92821015443°E                                                             | Puig de les Cadiretes                                     | Modifica les dades a Wikidata |
|        | Puig de les Cols               | Espanya                | Santa Cristina d'Aro Sant Feliu de Guíxols                                  | Serralada Litoral Catalana    | 417                  |                  | 41° 46′ 50″ N, 2° 58′ 32″ E / 41.780436°N,2.975677°E                                                                      | Puig de les Cols                                          | Modifica les dades a Wikidata |
|        | Puig del Far                   | Espanya                | Tavèrnoles                                                                  |                               | 832                  |                  | 41° 57′ 35″ N, 2° 22′ 34″ E / 41.959633°N,2.376163°E                                                                      | Puig del Far                                              | Modifica les dades a Wikidata |
|        | Puig del Pam                   | França                 | els Angles Formiguera                                                       | massís del Carlit             | 2470                 |                  | 42° 36′ 17″ N, 2° 01′ 52″ E / 42.60482°N,2.031042°E                                                                       |                                                           | Modifica les dades a Wikidata |
|        | Puig dels Bufadors             | Espanya                | Cadaqués el Port de la Selva                                                |                               | 432                  |                  | 42° 18′ 04″ N, 3° 14′ 55″ E / 42.301067°N,3.248749°E                                                                      | Puig dels Bufadors                                        | Modifica les dades a Wikidata |
|        | Puig dels Pruners              | Espanya França         | Agullana Morellàs i les Illes                                               | Pirineus                      | 832                  | 120              | 42° 25′ 41″ N, 2° 48′ 11″ E / 42.428005°N,2.802938°E                                                                      |                                                           | Modifica les dades a Wikidata |
|        | Puig-alter                     | Espanya                | Callús Súria                                                                |                               | 522                  |                  | 41° 48′ 50″ N, 1° 47′ 08″ E / 41.81393°N,1.785542°E                                                                       | Puig-alter                                                | Modifica les dades a Wikidata |
|        | Puigcabrer                     | Espanya                | Montblanc Valls la Riba                                                     | Serralada Prelitoral Catalana | 524                  | 89               | 41° 18′ 55″ N, 1° 11′ 29″ E / 41.3153344091°N,1.19129326727°E                                                             | Puigcabrer                                                | Modifica les dades a Wikidata |
|        | Puigcerver                     | Espanya                | Alforja Riudecols                                                           |                               | 834                  |                  | 41° 11′ 37″ N, 0° 55′ 54″ E / 41.1935878726°N,0.931584555592°E                                                            | Puigcerver                                                | Modifica les dades a Wikidata |
|        | Puigdefrou                     | Espanya                | la Cellera de Ter Osor                                                      |                               | 839                  |                  | 41° 57′ 49″ N, 2° 35′ 33″ E / 41.963543°N,2.592501°E                                                                      |                                                           | Modifica les dades a Wikidata |
|        | Puiggraciós                    | Espanya                | el Figaró-Montmany Bigues i Riells del Fai l'Ametlla del Vallès             | Cingles de Bertí              | 808                  | 111              | 41° 42′ 10″ N, 2° 14′ 28″ E / 41.7026698984°N,2.24118699931°E                                                             | Puiggraciós                                               | Modifica les dades a Wikidata |
|        | Puigllançada                   | Espanya                | Bagà                                                                        | serra de Moixeró              | 2409                 | 303              | 42° 18′ 02″ N, 1° 56′ 08″ E / 42.300483377°N,1.93553484457°E                                                              | Puigllançada                                              | Modifica les dades a Wikidata |
|        | Puigpedrós de Lanós            | França                 | Merens Angostrina i Vilanova de les Escaldes                                |                               | 2842                 |                  | 42° 35′ 19″ N, 1° 52′ 23″ E / 42.588501°N,1.87309°E                                                                       | Puigpedrós de Lanós                                       | Modifica les dades a Wikidata |
|        | Puigsallança                   | Espanya                | Sant Aniol de Finestres                                                     | serra de Finestres            | 1027                 | 437              | 42° 06′ 54″ N, 2° 34′ 53″ E / 42.1150682972°N,2.58147210612°E                                                             | Puigsallança                                              | Modifica les dades a Wikidata |
|        | Puigsoler                      | Espanya                | Sant Vicenç de Castellet Castellbell i el Vilar                             |                               | 524                  |                  | 41° 40′ 04″ N, 1° 53′ 34″ E / 41.6678850742°N,1.89285524584°E                                                             | Puigsoler                                                 | Modifica les dades a Wikidata |
|        | Pujoalbo                       | Espanya                | Naut Aran Vielha e Mijaran                                                  | Pirineus                      | 2504                 | 110              | 42° 39′ 19″ N, 0° 50′ 25″ E / 42.655205°N,0.840139°E                                                                      | Pujoalbo                                                  | Modifica les dades a Wikidata |
|        | Pujol de la Mata               | Espanya                | Mura                                                                        |                               | 770                  |                  | 41° 40′ 56″ N, 1° 59′ 04″ E / 41.682151°N,1.984428°E                                                                      | Pujol de la Mata                                          | Modifica les dades a Wikidata |
|        | Punta Redona                   | Espanya                | Gandesa el Pinell de Brai                                                   | serra de Cavalls              | 659                  | 232              | 41° 03′ 32″ N, 0° 30′ 03″ E / 41.058849°N,0.500928°E                                                                      | Punta Redona (Gandesa)                                    | Modifica les dades a Wikidata |
|        | Punta Senyalada                | Espanya                | la Vall de Boí Vilaller                                                     | massís del Besiberri          | 2952                 | 174              | 42° 35′ 29″ N, 0° 48′ 31″ E / 42.59137°N,0.808478°E                                                                       | Punta Senyalada                                           | Modifica les dades a Wikidata |
|        | Punta d'Harlé                  | Espanya                | la Vall de Boí Naut Aran                                                    | Pirineus                      | 2885                 | 128              | 42° 36′ 37″ N, 0° 50′ 33″ E / 42.6104008216°N,0.842595085439°E                                                            | Punta d'Harlé                                             | Modifica les dades a Wikidata |
|        | Punta d'Óssos                  | Espanya                | Os de Balaguer                                                              | serra de Montdeví             | 1014                 | 200              | 41° 56′ 59″ N, 0° 37′ 57″ E / 41.949799°N,0.632397°E                                                                      | Punta d'Óssos                                             | Modifica les dades a Wikidata |
|        | Punta de l'Aigua               | Espanya                | Paüls Horta de Sant Joan                                                    |                               | 1092                 |                  | 40° 55′ 40″ N, 0° 22′ 08″ E / 40.927734°N,0.368809°E                                                                      |                                                           | Modifica les dades a Wikidata |
|        | Punta del General              | Espanya                | Ulldemolins la Pobla de Cérvoles                                            | serra de la Llena             | 923                  |                  | 41° 20′ 29″ N, 0° 52′ 41″ E / 41.341427°N,0.878149°E                                                                      | Punta del General                                         | Modifica les dades a Wikidata |
|        | Punta del Pallars              | Espanya                | Vandellòs i l'Hospitalet de l'Infant                                        |                               | 551                  |                  | 41° 00′ 45″ N, 0° 52′ 26″ E / 41.012469°N,0.873881°E                                                                      |                                                           | Modifica les dades a Wikidata |
|        | Punta dels Pins Carrassers     | Espanya                | la Morera de Montsant Ulldemolins                                           | serra de Montsant             | 1062                 | 44               | 41° 18′ 20″ N, 0° 50′ 31″ E / 41.305632°N,0.842026°E                                                                      | Punta dels Pins Carrassers                                | Modifica les dades a Wikidata |
|        | Quermany Gros                  | Espanya                | Pals                                                                        | Serralada Litoral Catalana    | 228                  |                  | 41° 57′ 37″ N, 3° 10′ 12″ E / 41.9603145487°N,3.17009964673°E                                                             | Quermany Gros                                             | Modifica les dades a Wikidata |
|        | Roc Beneïdor                   | Espanya                | Estamariu el Pont de Bar                                                    | Pirineus                      | 1681                 | 193              | 42° 22′ 16″ N, 1° 33′ 38″ E / 42.3712181404°N,1.56049672773°E                                                             | Roc Beneïdor                                              | Modifica les dades a Wikidata |
|        | Roc Melé                       | Andorra França         | Canillo L'Ospitalet                                                         |                               | 2811                 |                  | 42° 35′ 16″ N, 1° 44′ 31″ E / 42.587786779°N,1.74181711408°E                                                              | Roc Melé                                                  | Modifica les dades a Wikidata |
|        | Roc Roi                        | Espanya                | Montferrer i Castellbò                                                      | Pirineus                      | 2020                 | 126              | 42° 26′ 07″ N, 1° 20′ 18″ E / 42.435353°N,1.338294°E                                                                      |                                                           | Modifica les dades a Wikidata |
|        | Roc de Cogul                   | Espanya                | Peramola                                                                    |                               | 885                  | 82               | 42° 03′ 55″ N, 1° 15′ 56″ E / 42.065286°N,1.26543°E                                                                       | Roc de Cogul                                              | Modifica les dades a Wikidata |
|        | Roc de Galliner                | Espanya                | Fígols i Alinyà                                                             | Prepirineus                   | 1630                 | 271              | 42° 11′ 53″ N, 1° 24′ 39″ E / 42.1980678653°N,1.41096353508°E                                                             | Roc de Galliner                                           | Modifica les dades a Wikidata |
|        | Roc de Mallorca                | França                 | Castellnou dels Aspres                                                      |                               | 443                  |                  | 42° 36′ 58″ N, 2° 42′ 20″ E / 42.616003°N,2.705595°E                                                                      | Roc de Mallorca                                           | Modifica les dades a Wikidata |
|        | Roc de Sant Aventí             | Espanya                | la Pobla de Segur Baix Pallars                                              |                               | 1480                 | 425              | 42° 18′ 26″ N, 0° 58′ 27″ E / 42.3072328376°N,0.974246319524°E                                                            | Roc de Sant Aventí                                        | Modifica les dades a Wikidata |
|        | Roc de Sant Salvador           | França                 | els Banys i Palaldà Montalbà dels Banys                                     |                               | 1235                 |                  | 42° 25′ 38″ N, 2° 41′ 40″ E / 42.427344°N,2.69458°E                                                                       |                                                           | Modifica les dades a Wikidata |
|        | Roc de les Monges              | Espanya                | Navès                                                                       | serrat de la Qüestió          | 1415                 |                  | 42° 05′ 48″ N, 1° 43′ 02″ E / 42.096656°N,1.717248°E                                                                      | Roc de les Monges                                         | Modifica les dades a Wikidata |
|        | Roc de les Tres Creus          | Espanya                | Oliana                                                                      | serra de les Canals           | 854                  | 141              | 42° 05′ 29″ N, 1° 18′ 34″ E / 42.091256°N,1.309484°E                                                                      | Roc de les Tres Creus                                     | Modifica les dades a Wikidata |
|        | Roc del Boc                    | França                 | Fontpedrosa Planès                                                          |                               | 2774                 |                  | 42° 26′ 47″ N, 2° 09′ 19″ E / 42.4463355484°N,2.15515749301°E                                                             | Roc del Boc                                               | Modifica les dades a Wikidata |
|        | Roc del Migdia                 | Espanya                | Odèn                                                                        | Prepirineus                   | 1153                 | 147              | 42° 06′ 16″ N, 1° 21′ 45″ E / 42.104533°N,1.362394°E                                                                      | Roc del Migdia (Odèn)                                     | Modifica les dades a Wikidata |
|        | Roca Colom                     | Espanya França         | Setcases Prats de Molló i la Presta Mentet                                  | Pirineus                      | 2506                 | 124              | 42° 25′ 31″ N, 2° 19′ 07″ E / 42.425151°N,2.318749°E                                                                      | Roca Colom                                                | Modifica les dades a Wikidata |
|        | Roca Entravessada              | Espanya Andorra        | Alins la Massana                                                            | Pirineus                      | 2929                 | 100              | 42° 35′ 54″ N, 1° 26′ 32″ E / 42.598398°N,1.442189°E                                                                      | Roca Entravessada                                         | Modifica les dades a Wikidata |
|        | Roca Gelera                    | França                 | Eus Campossí                                                                |                               | 1110                 |                  | 42° 41′ 06″ N, 2° 26′ 16″ E / 42.6851098962°N,2.43770677452°E                                                             |                                                           | Modifica les dades a Wikidata |
|        | Roca Gran                      | Espanya                | Montellà i Martinet                                                         | serra del Cadí                | 2088                 | 244              | 42° 18′ 59″ N, 1° 42′ 42″ E / 42.316284°N,1.711598°E                                                                      |                                                           | Modifica les dades a Wikidata |
|        | Roca Lladre                    | Espanya                | les Preses Sant Feliu de Pallerols Santa Pau                                |                               | 907                  |                  | 42° 08′ 11″ N, 2° 29′ 53″ E / 42.136518°N,2.49813°E                                                                       |                                                           | Modifica les dades a Wikidata |
|        | Roca Maura                     | Espanya                | Torroella de Montgrí                                                        | massís del Montgrí            | 225                  |                  | 42° 03′ 19″ N, 3° 11′ 23″ E / 42.055397°N,3.189831°E                                                                      | Roca Maura                                                | Modifica les dades a Wikidata |
|        | Roca Roja                      | Espanya                | Isona i Conca Dellà la Baronia de Rialb                                     | serra Mitjana                 | 1239                 | 50               | 42° 04′ 20″ N, 1° 06′ 01″ E / 42.0722101705°N,1.10016255867°E                                                             | Roca Roja (la Baronia de Rialb)                           | Modifica les dades a Wikidata |
|        | Roca Sareny                    | Espanya                | Mura Sant Llorenç Savall                                                    | Sant Llorenç del Munt         | 804                  |                  | 41° 41′ 40″ N, 2° 01′ 04″ E / 41.6945024649°N,2.01789428863°E                                                             | Roca Sareny                                               | Modifica les dades a Wikidata |
|        | Roca de Migdia                 | Espanya                | la Coma i la Pedra Josa i Tuixén                                            | serrat de la Sella            | 1870                 | 152              | 42° 12′ 29″ N, 1° 34′ 05″ E / 42.207929°N,1.568135°E                                                                      | Roca de Migdia (la Coma i la Pedra)                       | Modifica les dades a Wikidata |
|        | Roca de la Devesa Jussana      | Espanya                | la Pobla de Lillet                                                          | serra del Catllaràs           | 1615                 | 64               | 42° 12′ 55″ N, 1° 57′ 49″ E / 42.215193°N,1.96373°E                                                                       |                                                           | Modifica les dades a Wikidata |
|        | Rocalta                        | Espanya                | Conca de Dalt                                                               | Serra de Pessonada            | 1489                 |                  | 42° 12′ 42″ N, 1° 02′ 40″ E / 42.211578°N,1.044505°E                                                                      |                                                           | Modifica les dades a Wikidata |
|        | Rocamala                       | Espanya                | Bot Prat de Comte                                                           | serra de Pàndols              | 621 621.3            |                  | 40° 59′ 34″ N, 0° 23′ 52″ E / 40.992862°N,0.397732°E                                                                      |                                                           | Modifica les dades a Wikidata |
|        | Roques del Rei                 | Espanya                | Sant Hilari Sacalm                                                          |                               | 852                  |                  | 41° 53′ 07″ N, 2° 33′ 57″ E / 41.88528°N,2.565848°E                                                                       | Roques del Rei                                            | Modifica les dades a Wikidata |
|        | Salga Aguda                    | Espanya                | la Quar                                                                     | serra de Picancel             | 1172                 |                  | 42° 07′ 09″ N, 1° 57′ 05″ E / 42.1192540287°N,1.95140868336°E                                                             | Salga Aguda                                               | Modifica les dades a Wikidata |
|        | Sant Antoni                    | Espanya                | Camprodon                                                                   |                               | 1361                 | 47               | 42° 18′ 18″ N, 2° 22′ 33″ E / 42.305123°N,2.375953°E                                                                      |                                                           | Modifica les dades a Wikidata |
|        | Sant Benet                     | Espanya                | Susqueda                                                                    | les Guilleries                | 1150                 |                  | 41° 56′ 55″ N, 2° 30′ 49″ E / 41.9487368657°N,2.51350177313°E                                                             | Sant Benet (Susqueda)                                     | Modifica les dades a Wikidata |
|        | Sant Grau                      | Espanya                | Sant Gregori                                                                |                               | 500                  |                  | 41° 59′ 33″ N, 2° 42′ 54″ E / 41.992444°N,2.715114°E                                                                      | Sant Grau (Sant Gregori)                                  | Modifica les dades a Wikidata |
|        | Sant Marc de Brocà             | Espanya                | Guardiola de Berguedà                                                       |                               | 1611                 |                  | 42° 15′ 54″ N, 1° 53′ 55″ E / 42.2649312024°N,1.89873987298°E                                                             | Sant Marc de Brocà                                        | Modifica les dades a Wikidata |
|        | Sant Martí de la Roca          | França                 | Cameles                                                                     |                               | 522                  |                  | 42° 37′ 29″ N, 2° 40′ 41″ E / 42.624735°N,2.678001°E                                                                      | Sant Martí de la Roca (cim)                               | Modifica les dades a Wikidata |
|        | Sant Miquel del Mont           | Espanya                | Riudaura la Vall de Bianya                                                  | Prepirineus catalans          | 793                  |                  | 42° 11′ 52″ N, 2° 26′ 48″ E / 42.197876°N,2.446635°E                                                                      | Sant Miquel del Mont (cim)                                | Modifica les dades a Wikidata |
|        | Sant Quiri                     | Espanya                | les Valls d'Aguilar                                                         | Prepirineus                   | 1503                 | 253              | 42° 18′ 19″ N, 1° 18′ 05″ E / 42.30524°N,1.301323°E                                                                       |                                                           | Modifica les dades a Wikidata |
|        | Sant Salvador                  | Espanya                | Avià l'Espunyola Capolat                                                    | Prepirineus catalans          | 1157                 | 25               | 42° 03′ 41″ N, 1° 46′ 55″ E / 42.061364°N,1.781976°E                                                                      | Sant Salvador (Avià)                                      | Modifica les dades a Wikidata |
|        | Sant Simplici                  | Espanya                | Tarragona                                                                   |                               | 110                  |                  | 41° 08′ 42″ N, 1° 20′ 13″ E / 41.144903°N,1.337035°E                                                                      | Sant Simplici (Tarragona)                                 | Modifica les dades a Wikidata |
|        | Santa Anna dels Quatre Termes  | França                 | la Bastida Bula d'Amunt Glorianes                                           | Aspres                        | 1348                 |                  | 42° 33′ 55″ N, 2° 33′ 41″ E / 42.565323°N,2.561282°E                                                                      | Santa Anna dels Quatre Termes                             | Modifica les dades a Wikidata |
|        | Santa Bàrbara                  | Espanya                | Senterada                                                                   |                               | 1613                 | 139              | 42° 22′ 51″ N, 0° 55′ 24″ E / 42.380797°N,0.923423°E                                                                      | Santa Bàrbara (Senterada)                                 | Modifica les dades a Wikidata |
|        | Santa Bàrbara                  | Espanya                | Riudecanyes                                                                 |                               | 641                  |                  | 41° 07′ 37″ N, 0° 54′ 54″ E / 41.127021°N,0.914951°E                                                                      | Santa Bàrbara (cim)                                       | Modifica les dades a Wikidata |
|        | Santa Magdalena de Cambrils    | Espanya                | Vidrà Vallfogona de Ripollès                                                | serra de Santa Magdalena      | 1547                 |                  | 42° 10′ 08″ N, 2° 20′ 25″ E / 42.1689910199°N,2.34026503464°E                                                             |                                                           | Modifica les dades a Wikidata |
|        | Santa Maria de Codó            | Espanya                | Terrades                                                                    |                               | 526                  |                  | 42° 19′ 28″ N, 2° 49′ 33″ E / 42.324546°N,2.825785°E                                                                      | Santa Maria de Codó                                       | Modifica les dades a Wikidata |
|        | Serrat Alt                     | Espanya                | Sant Pere de Torelló Orís                                                   |                               | 830                  |                  | 42° 04′ 49″ N, 2° 15′ 34″ E / 42.080405°N,2.259536°E                                                                      |                                                           | Modifica les dades a Wikidata |
|        | Serrat Voltor                  | Espanya                | Fígols Saldes Vallcebre                                                     | serra d'Ensija                | 2282                 | 85               | 42° 11′ 17″ N, 1° 46′ 37″ E / 42.188121°N,1.777023°E                                                                      | Serrat Voltor                                             | Modifica les dades a Wikidata |
|        | Serrat de Carrasquers          | Espanya                | Coll de Nargó                                                               |                               | 1429                 |                  | 42° 07′ 57″ N, 1° 11′ 34″ E / 42.132545°N,1.192696°E                                                                      |                                                           | Modifica les dades a Wikidata |
|        | Serrat de Migdia               | Espanya                | Vilada                                                                      |                               | 1082                 | 111              | 42° 07′ 05″ N, 1° 55′ 54″ E / 42.118155°N,1.931652°E                                                                      | Serrat de Migdia (Vilada)                                 | Modifica les dades a Wikidata |
|        | Serrat de Picancel             | Espanya                | Olvan Cercs la Quar                                                         | serra de Montsent             | 963                  |                  | 42° 05′ 45″ N, 1° 54′ 30″ E / 42.095783°N,1.908241°E                                                                      |                                                           | Modifica les dades a Wikidata |
|        | Serrat de Sant Isidre          | Espanya                | la Quar                                                                     |                               | 1117                 | 93               | 42° 05′ 26″ N, 1° 57′ 43″ E / 42.090509°N,1.961989°E                                                                      | Serrat de Sant Isidre (la Quar)                           | Modifica les dades a Wikidata |
|        | Serrat de la Madrona           | Espanya                | Puig-reig                                                                   |                               | 682                  |                  | 41° 59′ 26″ N, 1° 50′ 36″ E / 41.990488°N,1.843372°E                                                                      | Serrat de la Madrona                                      | Modifica les dades a Wikidata |
|        | Serrat del Castell             | Espanya                | Lluçà                                                                       |                               | 895                  |                  | 42° 03′ 16″ N, 2° 02′ 25″ E / 42.054577°N,2.040229°E                                                                      | Serrat del Castell (Lluçà)                                | Modifica les dades a Wikidata |
|        | Serret del Cisa                | Espanya                | Alforja Maspujols l'Aleixar                                                 | Rocabruna (l'Aleixar)         | 542                  |                  | 41° 11′ 59″ N, 1° 01′ 03″ E / 41.199653°N,1.017457°E                                                                      | Serret del Cisa                                           | Modifica les dades a Wikidata |
|        | Sobrepuny                      | Espanya                | Vilada la Nou de Berguedà Castell de l'Areny                                | serra del Catllaràs           | 1653                 | 226              | 42° 10′ 04″ N, 1° 54′ 39″ E / 42.1677248606°N,1.91070593443°E                                                             | Sobrepuny                                                 | Modifica les dades a Wikidata |
|        | Torre Alta                     | Espanya                | el Bruc                                                                     |                               | 842                  |                  | 41° 36′ 40″ N, 1° 45′ 48″ E / 41.6112068212°N,1.76328314465°E                                                             | Torre Alta (Castell Ferran)                               | Modifica les dades a Wikidata |
|        | Torre de Goà                   | França                 | Saorra Castell de Vernet                                                    |                               | 1267                 |                  | 42° 31′ 22″ N, 2° 22′ 39″ E / 42.522667°N,2.377506°E                                                                      | Torre de Goà (cim)                                        | Modifica les dades a Wikidata |
|        | Torre de la Maçana             | França                 | Sureda Argelers                                                             | Pirineus                      | 794                  |                  | 42° 29′ 53″ N, 3° 01′ 35″ E / 42.498172°N,3.026334°E                                                                      | Torre de la Maçana (cim)                                  | Modifica les dades a Wikidata |
|        | Torre de les Conclues          | Espanya                | Àger                                                                        | serra de Millà                | 699                  |                  | 42° 00′ 58″ N, 0° 39′ 31″ E / 42.016106°N,0.658726°E                                                                      | Torre de les Conclues                                     | Modifica les dades a Wikidata |
|        | Torre del Far                  | França                 | Talteüll                                                                    |                               | 498                  |                  | 42° 48′ 19″ N, 2° 45′ 42″ E / 42.8054119343°N,2.76180548558°E                                                             | Torre del Far (cim)                                       | Modifica les dades a Wikidata |
|        | Torreneules                    | Espanya                | Queralbs                                                                    | Pirineus                      | 2713                 | 152              | 42° 23′ 27″ N, 2° 11′ 46″ E / 42.3908750324°N,2.19620075069°E                                                             | Torreneules                                               | Modifica les dades a Wikidata |
|        | Torres de Cabrenç              | França                 | Serrallonga la Menera                                                       |                               | 1344                 |                  | 42° 21′ 52″ N, 2° 32′ 32″ E / 42.3645718057°N,2.5421728176°E                                                              | Torres de Cabrenç (cim)                                   | Modifica les dades a Wikidata |
|        | Torreta de Cadí                | Espanya                | Cava la Vansa i Fórnols                                                     | serra del Cadí                | 2562                 | 60               | 42° 17′ 13″ N, 1° 35′ 03″ E / 42.2870741235°N,1.58419812657°E                                                             | Torreta de Cadí                                           | Modifica les dades a Wikidata |
|        | Tosa del Braibal               | Andorra                | Encamp Escaldes-Engordany                                                   | Pirineus                      | 2657                 |                  | 42° 30′ 11″ N, 1° 35′ 55″ E / 42.5029747118°N,1.59850483358°E                                                             | Tosa del Braibal                                          | Modifica les dades a Wikidata |
|        | Tossa d'Espinau                | Espanya                | Albanyà Beuda                                                               |                               | 1087                 | 175              | 42° 16′ 24″ N, 2° 41′ 34″ E / 42.273432°N,2.69285°E                                                                       |                                                           | Modifica les dades a Wikidata |
|        | Tossal Bovinar                 | Espanya Andorra        | Lles de Cerdanya Escaldes-Engordany                                         | Pirineus                      | 2842                 | 155              | 42° 27′ 46″ N, 1° 37′ 54″ E / 42.462752°N,1.631675°E                                                                      | Tossal Bovinar                                            | Modifica les dades a Wikidata |
|        | Tossal Gros                    | Espanya                | Bellver de Cerdanya                                                         |                               | 2256                 |                  | 42° 25′ 13″ N, 1° 44′ 04″ E / 42.420227°N,1.734439°E                                                                      |                                                           | Modifica les dades a Wikidata |
|        | Tossal Gros                    | Espanya                | Tremp el Pont de Suert                                                      | Prepirineus                   | 1546 1546.2          | 83               | 42° 19′ 59″ N, 0° 46′ 16″ E / 42.333077°N,0.7711°E                                                                        | Tossal Gros (Espluga de Serra)                            | Modifica les dades a Wikidata |
|        | Tossal Gros                    | Espanya                | Almatret                                                                    |                               | 346                  |                  | 41° 19′ 59″ N, 0° 22′ 55″ E / 41.333165°N,0.381876°E                                                                      |                                                           | Modifica les dades a Wikidata |
|        | Tossal Llisoi                  | Espanya                | Vallcebre                                                                   |                               | 1326                 |                  | 42° 12′ 04″ N, 1° 50′ 37″ E / 42.201154°N,1.84353°E                                                                       |                                                           | Modifica les dades a Wikidata |
|        | Tossal d'Espígol               | Espanya                | Tornabous                                                                   |                               | 368                  |                  | 41° 42′ 41″ N, 1° 05′ 24″ E / 41.711267°N,1.089982°E                                                                      |                                                           | Modifica les dades a Wikidata |
|        | Tossal de Balinyó              | Espanya                | Fígols i Alinyà Coll de Nargó                                               |                               | 1211                 |                  | 42° 11′ 18″ N, 1° 20′ 37″ E / 42.188403°N,1.343498°E                                                                      |                                                           | Modifica les dades a Wikidata |
|        | Tossal de Codonyac             | Espanya                | Tremp                                                                       | serra de Gurp                 | 1425                 | 81               | 42° 13′ 41″ N, 0° 48′ 51″ E / 42.227967°N,0.814206°E                                                                      |                                                           | Modifica les dades a Wikidata |
|        | Tossal de Lletó                | Espanya                | Alàs i Cerc                                                                 |                               | 1631                 | 151              | 42° 18′ 42″ N, 1° 32′ 35″ E / 42.311767°N,1.542997°E                                                                      |                                                           | Modifica les dades a Wikidata |
|        | Tossal de Montagut             | Espanya                | Tivissa l'Ametlla de Mar                                                    |                               | 394                  |                  | 40° 56′ 29″ N, 0° 42′ 53″ E / 40.941305°N,0.714712°E                                                                      | Tossal de Montagut (Tivissa)                              | Modifica les dades a Wikidata |
|        | Tossal de Moradilla            | Espanya                | Lleida                                                                      |                               | 243                  | 53               | 41° 37′ 10″ N, 0° 42′ 35″ E / 41.619530636°N,0.709795465691°E                                                             | Tossal de Moradilla                                       | Modifica les dades a Wikidata |
|        | Tossal de Mormur               | Espanya                | Balaguer                                                                    |                               | 326                  |                  | 41° 46′ 48″ N, 0° 44′ 59″ E / 41.779937°N,0.749767°E                                                                      | Tossal de Mormur                                          | Modifica les dades a Wikidata |
|        | Tossal de Paiasso              | Espanya                | Sarroca de Bellera la Torre de Cabdella                                     | Pirineus                      | 2772                 | 196              | 42° 28′ 23″ N, 0° 55′ 49″ E / 42.4729420398°N,0.930322794098°E                                                            |                                                           | Modifica les dades a Wikidata |
|        | Tossal de Sant Jordi           | Espanya                | Camarasa                                                                    | serra Carbonera (La Noguera)  | 740                  |                  | 41° 53′ 57″ N, 0° 53′ 33″ E / 41.899053°N,0.892467°E                                                                      | Tossal de Sant Jordi                                      | Modifica les dades a Wikidata |
|        | Tossal de Suró                 | Espanya                | Talavera                                                                    |                               | 828                  |                  | 41° 34′ 22″ N, 1° 18′ 18″ E / 41.5727833358°N,1.3049206803°E                                                              | Tossal de Suró (Montoliu de Segarra)                      | Modifica les dades a Wikidata |
|        | Tossal de l'Alzina             | Espanya                | Vandellòs i l'Hospitalet de l'Infant                                        |                               | 697                  |                  | 40° 58′ 05″ N, 0° 48′ 34″ E / 40.968088°N,0.809551°E                                                                      | Tossal de l'Alzina (Vandellòs i l'Hospitalet de l'Infant) | Modifica les dades a Wikidata |
|        | Tossal de la Truita            | Espanya Andorra        | Lles de Cerdanya Escaldes-Engordany                                         | Pirineus                      | 2753                 | 180              | 42° 27′ 33″ N, 1° 35′ 08″ E / 42.459196°N,1.585502°E                                                                      | Pic de Perafita                                           | Modifica les dades a Wikidata |
|        | Tossal de les Viudes           | Espanya                | Guixers Montmajor                                                           |                               | 1379                 |                  | 42° 06′ 53″ N, 1° 39′ 33″ E / 42.1147525661°N,1.65922632604°E                                                             | Tossal de les Viudes (Guixers)                            | Modifica les dades a Wikidata |
|        | Tossal del Mas de Nadal        | Espanya                | Sanaüja Massoteres                                                          |                               | 526                  |                  | 41° 49′ 32″ N, 1° 19′ 02″ E / 41.825562°N,1.317351°E                                                                      | Tossal del Mas de Nadal                                   | Modifica les dades a Wikidata |
|        | Tossal del Puial               | Espanya                | Soriguera Baix Pallars                                                      |                               | 1913                 | 28               | 42° 20′ 30″ N, 1° 07′ 59″ E / 42.341786°N,1.13303°E                                                                       |                                                           | Modifica les dades a Wikidata |
|        | Tossal del Quer                | Espanya                | Cava                                                                        | serra del Cadí                | 1818                 | 219              | 42° 19′ 25″ N, 1° 37′ 30″ E / 42.323748°N,1.624994°E                                                                      |                                                           | Modifica les dades a Wikidata |
|        | Tossau de Mar                  | Espanya                | Naut Aran                                                                   | Pirineus                      | 2750                 | 241              | 42° 37′ 49″ N, 0° 49′ 44″ E / 42.63029682°N,0.82896879°E                                                                  | Tossau de Mar                                             | Modifica les dades a Wikidata |
|        | Tosseta Rasa                   | Espanya                | Alfara de Carles Horta de Sant Joan                                         |                               | 1217                 |                  | 40° 50′ 42″ N, 0° 19′ 39″ E / 40.845019°N,0.327442°E                                                                      |                                                           | Modifica les dades a Wikidata |
|        | Tuc Gran de Sendrosa           | Espanya                | Naut Aran                                                                   | Pirineus                      | 2703                 | 147              | 42° 37′ 26″ N, 0° 56′ 49″ E / 42.6239250652°N,0.946848989161°E                                                            | Tuc Gran de Sendrosa                                      | Modifica les dades a Wikidata |
|        | Tuc d'Arres                    | Espanya França         | Arres Banhèras de Luishon                                                   | Pirineus                      | 2163                 | 121              | 42° 44′ 37″ N, 0° 39′ 48″ E / 42.743713°N,0.663349°E                                                                      | Pic d'Arrès                                               | Modifica les dades a Wikidata |
|        | Tuc de Barlonguèra             | Espanya França         | Naut Aran Bonac e Irasenh                                                   | Pirineus                      | 2802                 | 340              | 42° 47′ 19″ N, 1° 00′ 35″ E / 42.7885699239°N,1.0098439898°E                                                              | Tuc de Barlonguèra                                        | Modifica les dades a Wikidata |
|        | Tuc de Contesa                 | Espanya                | Vielha e Mijaran Vilaller                                                   | Pirineus                      | 2780                 | 96               | 42° 36′ 56″ N, 0° 47′ 19″ E / 42.615515°N,0.788591°E                                                                      | Tuc de Contesa                                            | Modifica les dades a Wikidata |
|        | Tuc de Crabèra                 | França Espanya         | Santenh Canejan Mèles                                                       | Pirineus                      | 2630                 | 54               | 42° 49′ 33″ N, 0° 51′ 30″ E / 42.8257°N,0.858212°E                                                                        | Pic de Crabère                                            | Modifica les dades a Wikidata |
|        | Tuc de Lhuçà                   | Espanya                | la Vall de Boí Naut Aran                                                    | Pirineus                      | 2778                 | 106              | 42° 36′ 37″ N, 0° 54′ 04″ E / 42.6102917642°N,0.901177564183°E                                                            | Tuc de Lhuçà                                              | Modifica les dades a Wikidata |
|        | Tuc de Parros                  | Espanya                | Naut Aran                                                                   | Pirineus                      | 2731                 | 240              | 42° 46′ 04″ N, 0° 55′ 59″ E / 42.767776°N,0.933047°E                                                                      | Tuc de Parros                                             | Modifica les dades a Wikidata |
|        | Tuc de Ribereta                | Espanya                | la Vall de Boí Naut Aran                                                    | Pirineus                      | 2676                 | 108              | 42° 37′ 34″ N, 0° 53′ 43″ E / 42.626145°N,0.89524°E                                                                       | Tuc de Ribereta                                           | Modifica les dades a Wikidata |
|        | Tuc de Salana                  | Espanya                | Naut Aran                                                                   | Pirineus                      | 2485                 | 161              | 42° 38′ 49″ N, 0° 54′ 30″ E / 42.646875°N,0.908438°E                                                                      | Tuc de Salana                                             | Modifica les dades a Wikidata |
|        | Tuc de Samont                  | Espanya                | Vielha e Mijaran                                                            |                               | 2508                 | 172              | 42° 45′ 05″ N, 0° 51′ 07″ E / 42.751276°N,0.851899°E                                                                      | Tuc de Samont                                             | Modifica les dades a Wikidata |
|        | Tuc de Sarrahèra               | Espanya                | Vielha e Mijaran Naut Aran                                                  | Pirineus                      | 2634                 | 292              | 42° 38′ 39″ N, 0° 47′ 47″ E / 42.644251°N,0.796356°E                                                                      | Tuc de Sarrahèra                                          | Modifica les dades a Wikidata |
|        | Tuc de Vacivèr                 | Espanya                | Naut Aran                                                                   | Pirineus                      | 2645                 | 132              | 42° 42′ 45″ N, 0° 59′ 30″ E / 42.712633°N,0.991789°E                                                                      | Tuc de Vacivèr                                            | Modifica les dades a Wikidata |
|        | Tuc de la Comamarja            | Espanya                | la Vall de Boí                                                              | Pirineus                      | 2562.1 2562          | 117              | 42° 31′ 35″ N, 0° 52′ 42″ E / 42.5264278782°N,0.878311634743°E                                                            | Tuc de la Comamarja                                       | Modifica les dades a Wikidata |
|        | Tuc de la Tallada              | Espanya                | Vielha e Mijaran Montanui                                                   | Pirineus                      | 2956                 | 207              | 42° 37′ 00″ N, 0° 43′ 25″ E / 42.616766°N,0.723704°E                                                                      | Pico de la Tallada                                        | Modifica les dades a Wikidata |
|        | Tuc dera Pincèla               | Espanya                | Vielha e Mijaran Naut Aran                                                  | Pirineus                      | 2536                 | 491              | 42° 44′ 34″ N, 0° 52′ 32″ E / 42.7428629004°N,0.875683713178°E                                                            | Tuc dera Pincèla                                          | Modifica les dades a Wikidata |
|        | Tuc des Armèros                | Espanya                | Vielha e Mijaran                                                            | Pirineus                      | 2534                 | 384              | 42° 46′ 52″ N, 0° 52′ 37″ E / 42.781246°N,0.876909°E                                                                      | Tuc des Armèros                                           | Modifica les dades a Wikidata |
|        | Tuc des Carants                | Espanya                | la Vall de Boí                                                              | Pirineus                      | 2791                 | 136              | 42° 30′ 51″ N, 0° 54′ 12″ E / 42.514046°N,0.903326°E                                                                      | Tuc des Carants                                           | Modifica les dades a Wikidata |
|        | Tuc des Monges                 | Espanya                | la Vall de Boí Naut Aran                                                    | Pirineus                      | 2699                 | 95               | 42° 37′ 21″ N, 0° 51′ 58″ E / 42.622386°N,0.866017°E                                                                      | Tuc des Monges                                            | Modifica les dades a Wikidata |
|        | Tuc deth Plan deth Òme         | Espanya França         | Bausen Guaus de Luishon                                                     | Pirineus                      | 2194                 | 316              | 42° 50′ 46″ N, 0° 40′ 30″ E / 42.8461319437°N,0.675123685097°E                                                            | Tuc deth Plan deth Òme                                    | Modifica les dades a Wikidata |
|        | Turó Punçó                     | Espanya                | Lles de Cerdanya el Pont de Bar les Valls de Valira                         | Pirineus                      | 2493                 | 41               | 42° 25′ 28″ N, 1° 36′ 04″ E / 42.424555°N,1.600995°E                                                                      |                                                           | Modifica les dades a Wikidata |
|        | Turó d'Onofre Arnau            | Espanya                | Mataró                                                                      | Serralada Prelitoral Catalana | 131                  |                  | 41° 33′ 16″ N, 2° 28′ 09″ E / 41.5545820258°N,2.46903089064°E                                                             | Turó d'Onofre Arnau                                       | Modifica les dades a Wikidata |
|        | Turó d'en Galceran             | Espanya                | Alella Tiana Santa Maria de Martorelles                                     | serralada de Marina           | 484                  |                  | 41° 30′ 17″ N, 2° 16′ 00″ E / 41.5046857089°N,2.26664062157°E                                                             | Turó de Galzeran                                          | Modifica les dades a Wikidata |
|        | Turó de Bell-lloc              | França                 | Dorres                                                                      |                               | 1702                 |                  | 42° 29′ 00″ N, 1° 55′ 20″ E / 42.4832775498°N,1.92218442466°E                                                             | Turó de Bell-lloc                                         | Modifica les dades a Wikidata |
|        | Turó de Bellver                | Espanya                | Collsuspina                                                                 |                               | 1045                 |                  | 41° 50′ 50″ N, 2° 10′ 18″ E / 41.8471462109°N,2.17154371646°E                                                             | Turó de Bellver                                           | Modifica les dades a Wikidata |
|        | Turó de Boixadors              | Espanya                | Sant Pere Sallavinera                                                       |                               | 848                  |                  | 41° 46′ 14″ N, 1° 34′ 29″ E / 41.7706425868°N,1.57477558985°E                                                             | Turó de Boixadors                                         | Modifica les dades a Wikidata |
|        | Turó de Can Dolcet             | Espanya                | els Hostalets de Pierola Collbató                                           |                               | 416                  |                  | 41° 33′ 19″ N, 1° 48′ 57″ E / 41.555408°N,1.815801°E                                                                      | Turó de Can Dolcet                                        | Modifica les dades a Wikidata |
|        | Turó de Montcada               | Espanya                | Montcada i Reixac                                                           | Collserola                    | 273                  |                  | 41° 28′ 38″ N, 2° 10′ 36″ E / 41.477208°N,2.176612°E                                                                      | Turó de Montcada                                          | Modifica les dades a Wikidata |
|        | Turó de Montgat                | Espanya                | Montgat                                                                     |                               | 40                   |                  | 41° 27′ 57″ N, 2° 16′ 43″ E / 41.4658949776°N,2.27868166694°E                                                             | Turó de Montgat                                           | Modifica les dades a Wikidata |
|        | Turó de Tres Creus             | Espanya                | Mura                                                                        |                               | 930                  |                  | 41° 39′ 00″ N, 1° 58′ 11″ E / 41.64995°N,1.969698°E                                                                       | Turó de Tres Creus                                        | Modifica les dades a Wikidata |
|        | Turó de l'Ermità               | Espanya                | Marganell                                                                   |                               | 595                  |                  | 41° 37′ 13″ N, 1° 48′ 54″ E / 41.620262°N,1.815019°E                                                                      |                                                           | Modifica les dades a Wikidata |
|        | Turó de l'Escletxa             | Espanya                | Castellbell i el Vilar                                                      |                               | 447                  |                  | 41° 37′ 43″ N, 1° 53′ 13″ E / 41.6287105203°N,1.88694712824°E                                                             | Turó de l'Escletxa                                        | Modifica les dades a Wikidata |
|        | Turó de l'Home                 | Espanya                | Fogars de Montclús                                                          | massís del Montseny           | 1706                 | 1121             | 41° 46′ 35″ N, 2° 26′ 05″ E / 41.776488°N,2.434813°E                                                                      | Turó de l'Home                                            | Modifica les dades a Wikidata |
|        | Turó de la Torre               | Espanya                | Castellnou de Bages Balsareny                                               |                               | 624                  |                  | 41° 51′ 03″ N, 1° 49′ 48″ E / 41.8509216559°N,1.8300988474°E                                                              | Turó de la Torre                                          | Modifica les dades a Wikidata |
|        | Turó del Mal Pas               | Espanya                | Mura                                                                        |                               | 755                  |                  | 41° 40′ 17″ N, 1° 57′ 17″ E / 41.671376°N,1.954693°E                                                                      | Turó del Mal Pas                                          | Modifica les dades a Wikidata |
|        | Turó del Pou d'en Sala         | Espanya                | Seva Viladrau                                                               | massís del Montseny           | 1265 1265.5          |                  | 41° 49′ 57″ N, 2° 20′ 51″ E / 41.832591°N,2.347413°E                                                                      | Turó del Pou d'en Sala                                    | Modifica les dades a Wikidata |
|        | Turó del Samont                | Espanya                | Sant Pere de Vilamajor                                                      |                               | 1273                 | 86               | 41° 44′ 34″ N, 2° 21′ 56″ E / 41.742676°N,2.365525°E                                                                      | Turó del Samont                                           | Modifica les dades a Wikidata |
|        | Turó del Vent                  | Espanya                | Santa Coloma de Farners                                                     |                               | 442                  |                  | 41° 51′ 41″ N, 2° 37′ 52″ E / 41.861292°N,2.631007°E                                                                      | Turó del Vent (Santa Coloma de Farners)                   | Modifica les dades a Wikidata |
|        | Volcà del Croscat              | Espanya                | Santa Pau Olot                                                              | Serralada Transversal         | 789                  | 160              | 42° 09′ 14″ N, 2° 32′ 10″ E / 42.1539906034°N,2.53606815969°E                                                             | Croscat Volcano                                           | Modifica les dades a Wikidata |
|        | el Bres                        | Espanya                | Riudecols Riudecanyes                                                       |                               | 525                  | 320              | 41° 09′ 14″ N, 0° 58′ 39″ E / 41.153937°N,0.977411°E                                                                      | El Bres                                                   | Modifica les dades a Wikidata |
|        | el Codó                        | Espanya                | Senterada                                                                   | Prepirineus catalans          | 1327                 | 17               | 42° 18′ 05″ N, 0° 54′ 53″ E / 42.301519°N,0.914596°E                                                                      | El Codó (Senterada)                                       | Modifica les dades a Wikidata |
|        | el Cogulló                     | Espanya                | Vilanova de Meià                                                            | Montsec de Rúbies             | 1002                 | 144              | 41° 59′ 53″ N, 1° 02′ 21″ E / 41.998183°N,1.039182°E                                                                      | El Cogulló (Vilanova de Meià)                             | Modifica les dades a Wikidata |
|        | el Coscoller                   | Espanya                | Odèn Oliana                                                                 | Prepirineus                   | 1299                 | 96               | 42° 07′ 40″ N, 1° 21′ 16″ E / 42.127821°N,1.35435°E                                                                       | El Coscoller (Odèn)                                       | Modifica les dades a Wikidata |
|        | el Dormidor                    | França                 | Mosset Conòsols Santa Coloma de Rocafort Montfòrt                           | Pirineus                      | 1843                 |                  | 42° 42′ 37″ N, 2° 15′ 58″ E / 42.71035°N,2.26602°E                                                                        | El Dormidor (Mosset)                                      | Modifica les dades a Wikidata |
|        | el Far                         | Espanya                | Susqueda                                                                    | les Guilleries                | 1124                 |                  | 42° 01′ 15″ N, 2° 32′ 12″ E / 42.0208408193°N,2.5366387097°E                                                              | El Far (cim de Susqueda)                                  | Modifica les dades a Wikidata |
|        | el Garrofí                     | Espanya                | Avinyó                                                                      |                               | 617                  |                  | 41° 51′ 41″ N, 1° 56′ 19″ E / 41.861259°N,1.93872°E                                                                       | El Garrofí                                                | Modifica les dades a Wikidata |
|        | el Montclar                    | Espanya                | Santa Cristina d'Aro                                                        |                               | 401                  |                  | 41° 47′ 19″ N, 2° 57′ 22″ E / 41.7886622761°N,2.95619265406°E                                                             | El Montclar (Santa Cristina d'Aro)                        | Modifica les dades a Wikidata |
|        | el Negrell                     | Espanya                | la Sénia                                                                    | ports de Tortosa-Beseit       | 1345                 | 124              | 40° 44′ 03″ N, 0° 13′ 38″ E / 40.7341570377°N,0.227329062732°E                                                            | El Negrell                                                | Modifica les dades a Wikidata |
|        | el Picorandan                  | Espanya                | Capafonts                                                                   | Serralada Prelitoral Catalana | 991 991.2            |                  | 41° 17′ 16″ N, 1° 01′ 02″ E / 41.2878857333°N,1.01719022482°E                                                             | Picorandan                                                | Modifica les dades a Wikidata |
|        | el Punxó                       | França                 | Enveig Porta Portè                                                          | massís del Carlit             | 2581                 |                  | 42° 31′ 50″ N, 1° 51′ 17″ E / 42.530582°N,1.854635°E                                                                      |                                                           | Modifica les dades a Wikidata |
|        | el Sui                         | Espanya                | Tagamanent Montseny                                                         | massís del Montseny           | 1319                 | 46               | 41° 44′ 57″ N, 2° 20′ 44″ E / 41.749114°N,2.345652°E                                                                      | El Sui                                                    | Modifica les dades a Wikidata |
|        | el Torn                        | Espanya                | Vandellòs i l'Hospitalet de l'Infant                                        |                               | 152                  |                  | 40° 57′ 57″ N, 0° 53′ 00″ E / 40.9657461416°N,0.883354759262°E                                                            |                                                           | Modifica les dades a Wikidata |
|        | els Munts                      | Espanya                | Sant Agustí de Lluçanès Sora                                                |                               | 1057                 |                  | 42° 04′ 43″ N, 2° 09′ 12″ E / 42.0787263425°N,2.15328121534°E                                                             | Els Munts (Sant Agustí de Lluçanès)                       | Modifica les dades a Wikidata |
|        | els Picons                     | Espanya                | Os de Balaguer                                                              |                               | 951                  |                  | 41° 55′ 33″ N, 0° 38′ 30″ E / 41.9258368303°N,0.641572525273°E                                                            | Els Picons (Os de Balaguer)                               | Modifica les dades a Wikidata |
|        | els Quatre Mollons             | Espanya                | Amposta la Ràpita                                                           |                               | 433                  |                  | 40° 38′ 35″ N, 0° 33′ 43″ E / 40.643029°N,0.561878°E                                                                      | Els Quatre Mollons (cim)                                  | Modifica les dades a Wikidata |
|        | els Tossals                    | Espanya                | Capolat                                                                     | serra dels Tossals            | 1525                 | 55               | 42° 05′ 21″ N, 1° 43′ 39″ E / 42.0892489918°N,1.72742659445°E                                                             | Els Tossals (Capolat)                                     | Modifica les dades a Wikidata |
|        | era Entecada                   | Espanya                | Es Bòrdes                                                                   | Pirineus                      | 2269                 | 248              | 42° 43′ 05″ N, 0° 41′ 49″ E / 42.7180741367°N,0.696960900078°E                                                            | Era Entecada                                              | Modifica les dades a Wikidata |
|        | l'Albarda Castellana           | Espanya                | Collbató                                                                    | Montserrat                    | 1178                 |                  | 41° 36′ 04″ N, 1° 48′ 48″ E / 41.60102°N,1.813379°E                                                                       | L'Albarda Castellana                                      | Modifica les dades a Wikidata |
|        | l'Argimon                      | Espanya                | Riudarenes                                                                  |                               | 465                  |                  | 41° 49′ 50″ N, 2° 38′ 10″ E / 41.8306607507°N,2.63598108836°E                                                             |                                                           | Modifica les dades a Wikidata |
|        | l'Avedoga d'Adons              | Espanya                | Tremp el Pont de Suert                                                      | serra de Sant Gervàs          | 1839                 | 152              | 42° 18′ 51″ N, 0° 50′ 18″ E / 42.314116°N,0.838204°E                                                                      | L'Avedoga d'Adons                                         | Modifica les dades a Wikidata |
|        | l'Aüt                          | Espanya                | la Vall de Boí                                                              | Pirineus                      | 2532                 | 101              | 42° 32′ 29″ N, 0° 48′ 32″ E / 42.54134°N,0.808755°E                                                                       | L'Aüt                                                     | Modifica les dades a Wikidata |
|        | l'Enclusa                      | Espanya                | Taradell                                                                    |                               | 867                  |                  | 41° 52′ 15″ N, 2° 19′ 15″ E / 41.870819°N,2.320869°E 41° 52′ 15″ N, 2° 19′ 15″ E / 41.8707878226°N,2.32093889931°E        | L'Enclusa (Taradell)                                      | Modifica les dades a Wikidata |
|        | l'Espina                       | Espanya                | Horta de Sant Joan Alfara de Carles Paüls                                   | ports de Tortosa-Beseit       | 1181                 |                  | 40° 52′ 46″ N, 0° 21′ 39″ E / 40.8793690775°N,0.360899310112°E                                                            | L'Espina (Alfara de Carles)                               | Modifica les dades a Wikidata |
|        | l'Oratori                      | Espanya                | Coll de Nargó                                                               | serra de Sant Joan            | 1757                 |                  | 42° 12′ 05″ N, 1° 13′ 06″ E / 42.201373°N,1.218321°E                                                                      |                                                           | Modifica les dades a Wikidata |
|        | l'Àliga                        | Espanya                | el Pinell de Brai                                                           |                               | 383                  |                  | 41° 01′ 40″ N, 0° 33′ 28″ E / 41.02771°N,0.557909°E                                                                       |                                                           | Modifica les dades a Wikidata |
|        | la Cogula                      | Espanya                | Ulldecona                                                                   |                               | 406                  | 125              | 40° 34′ 38″ N, 0° 28′ 57″ E / 40.577228°N,0.482468°E                                                                      | La Cogula                                                 | Modifica les dades a Wikidata |
|        | la Cogulla                     | Espanya                | Figuerola del Camp                                                          |                               | 786                  |                  | 41° 20′ 56″ N, 1° 13′ 29″ E / 41.3488047979°N,1.22482709087°E                                                             |                                                           | Modifica les dades a Wikidata |
|        | la Cogulla                     | Espanya                | Margalef la Morera de Montsant                                              | serra de Montsant             | 1062                 | 11               | 41° 16′ 39″ N, 0° 48′ 20″ E / 41.2775256311°N,0.805672027137°E                                                            | La Cogulla del Montsant                                   | Modifica les dades a Wikidata |
|        | la Coscollosa                  | Espanya                | Alfara de Carles                                                            | ports de Tortosa-Beseit       | 879                  |                  | 40° 54′ 09″ N, 0° 24′ 49″ E / 40.9025°N,0.41361111111111°E 40° 54′ 09″ N, 0° 24′ 49″ E / 40.9023779146°N,0.413558589612°E |                                                           | Modifica les dades a Wikidata |
|        | la Creueta                     | Espanya                | Castellar de n'Hug Toses                                                    | serra de Montgrony            | 2067                 | 194              | 42° 18′ 20″ N, 2° 00′ 08″ E / 42.305552°N,2.002298°E                                                                      | La Creueta (Castellar de n'Hug)                           | Modifica les dades a Wikidata |
|        | la Faiada de Malpàs            | Espanya                | Tremp el Pont de Suert                                                      | Prepirineus                   | 1699                 |                  | 42° 22′ 30″ N, 0° 46′ 30″ E / 42.3750354872°N,0.77512806113°E                                                             | La Faiada de Malpàs                                       | Modifica les dades a Wikidata |
|        | la Geganta Adormida            | Espanya                | Baix Pallars                                                                |                               | 1315                 |                  | 42° 17′ 56″ N, 1° 01′ 08″ E / 42.298927°N,1.018841°E                                                                      |                                                           | Modifica les dades a Wikidata |
|        | la Guàrdia                     | Espanya                | Navès                                                                       | serra de Busa                 | 1448                 |                  | 42° 05′ 35″ N, 1° 37′ 27″ E / 42.093104°N,1.624209°E                                                                      | La Guàrdia (Navès)                                        | Modifica les dades a Wikidata |
|        | la Malera                      | Espanya                | les Avellanes i Santa Linya                                                 | Prepirineus                   | 877                  | 88               | 41° 55′ 48″ N, 0° 43′ 14″ E / 41.929903°N,0.720439°E                                                                      | La Malera                                                 | Modifica les dades a Wikidata |
|        | la Miranda de Terranyes        | Espanya                | Arnes                                                                       | ports de Tortosa-Beseit       | 1193                 |                  | 40° 50′ 06″ N, 0° 16′ 49″ E / 40.835005°N,0.280338°E                                                                      | La Miranda de Terranyes                                   | Modifica les dades a Wikidata |
|        | la Moleta                      | Espanya                | Alfara de Carles                                                            | ports de Tortosa-Beseit       | 812                  |                  | 40° 53′ 57″ N, 0° 25′ 04″ E / 40.899297°N,0.417868°E                                                                      | La Moleta (Alfara de Carles)                              | Modifica les dades a Wikidata |
|        | la Portella del Pinell         | Espanya                | Mas de Barberans la Sénia                                                   | ports de Tortosa-Beseit       | 1098                 |                  | 40° 42′ 46″ N, 0° 18′ 23″ E / 40.712783°N,0.306421°E                                                                      |                                                           | Modifica les dades a Wikidata |
|        | la Serra                       | França                 | Vingrau                                                                     |                               | 576                  |                  | 42° 51′ 56″ N, 2° 47′ 38″ E / 42.865681°N,2.793761°E                                                                      | Serra de Vingrau                                          | Modifica les dades a Wikidata |
|        | la Soca                        | França                 | Cortsaví Montferrer                                                         | massís del Canigó             | 1635                 |                  | 42° 27′ 36″ N, 2° 32′ 14″ E / 42.460067°N,2.537154°E                                                                      | La Souque                                                 | Modifica les dades a Wikidata |
|        | les Borregues                  | Espanya                | Vilallonga de Ter Setcases Queralbs                                         | Pirineus                      | 2693                 | 194              | 42° 23′ 47″ N, 2° 14′ 52″ E / 42.3963220756°N,2.2477214416°E                                                              | Les Borregues                                             | Modifica les dades a Wikidata |
|        | les Càrcoles                   | Espanya                | Tivissa                                                                     | serra de Tivissa              | 425                  |                  | 41° 02′ 09″ N, 0° 40′ 46″ E / 41.035922°N,0.679571°E                                                                      |                                                           | Modifica les dades a Wikidata |
|        | les Picardes                   | Espanya                | Sort Espot                                                                  | Pirineus                      | 2802                 | 101              | 42° 31′ 38″ N, 1° 03′ 10″ E / 42.527161°N,1.052679°E                                                                      |                                                           | Modifica les dades a Wikidata |
|        | les Picòssies                  | Espanya                | Benifallet Rasquera                                                         |                               | 772                  |                  | 40° 57′ 49″ N, 0° 35′ 04″ E / 40.963486°N,0.58437°E                                                                       | Les Picòssies                                             | Modifica les dades a Wikidata |
|        | les Piques                     | Espanya                | les Valls d'Aguilar                                                         |                               | 1969                 | 317              | 42° 19′ 15″ N, 1° 10′ 33″ E / 42.3209657507°N,1.17584546118°E                                                             |                                                           | Modifica les dades a Wikidata |
|        | les Solius                     | Espanya                | Begues                                                                      | massís de Garraf              | 533                  |                  | 41° 18′ 30″ N, 1° 53′ 12″ E / 41.308457°N,1.886802°E                                                                      | Les Solius                                                | Modifica les dades a Wikidata |
|        | lo Blau                        | Espanya                | Arnes                                                                       | ports de Tortosa-Beseit       | 841                  | 38               | 40° 52′ 15″ N, 0° 15′ 58″ E / 40.870771°N,0.266146°E                                                                      |                                                           | Modifica les dades a Wikidata |
|        | lo Calbo                       | Espanya                | Vall de Cardós la Guingueta d'Àneu                                          | Pirineus                      | 2291                 | 270              | 42° 35′ 55″ N, 1° 10′ 46″ E / 42.5986630987°N,1.17941713732°E                                                             | Lo Calbo                                                  | Modifica les dades a Wikidata |
|        | lo Caramull                    | Espanya                | Benifallet                                                                  |                               | 429                  |                  | 40° 59′ 14″ N, 0° 32′ 52″ E / 40.987114°N,0.547846°E                                                                      |                                                           | Modifica les dades a Wikidata |
|        | lo Morral                      | Espanya                | Falset                                                                      |                               | 682                  |                  | 41° 09′ 23″ N, 0° 51′ 04″ E / 41.156296°N,0.851249°E                                                                      |                                                           | Modifica les dades a Wikidata |
|        | lo Peladet                     | Espanya                | Camarasa Llimiana                                                           | Montsec de Rúbies             | 1471 1465.5          | 51               | 42° 01′ 35″ N, 0° 54′ 45″ E / 42.02627°N,0.912398°E                                                                       | Lo Peladet                                                | Modifica les dades a Wikidata |
|        | turó del Carmel                | Espanya                | Horta-Guinardó                                                              | Serralada Litoral Catalana    | 266                  |                  | 41° 25′ 06″ N, 2° 09′ 12″ E / 41.418435°N,2.153352°E                                                                      | Turó del Carmel                                           | Modifica les dades a Wikidata |